# Iglesia católica en Sichuan
La presencia de la Iglesia católica en la provincia sudoccidental china de Sichuan se remonta al año 1640, cuando dos misioneros, Ludovico Buglio y Gabriel de Magalhães, a través de la misión jesuita, entraron en dicha provincia y pasaron gran parte de los años 1640 haciendo proselitismo en Chengdu (Chengtu) y sus zonas circunvecinas.
El edicto de Yongzheng de 1724 proscribió el cristianismo en el imperio manchú (i.e. dinastía Qing) y declaró a los misioneros extranjeros personae non gratae. Los católicos de Sichuan aprendieron a arreglárselas sin sacerdotes ordenados. Cuando los manchúes se volvieron cada vez más poseídos por la idea de que los católicos pertenecían a una organización «herética» (en contraste con la «ortodoxia» del confucianismo) que podría amenazar el orden y el gobierno del imperio, a los magistrados de distrito les pareció conveniente manipular a las comunidades no católicas contra los católicos, lo que genera discriminación y presión social y política contra las familias católicas. Como consecuencia, una cantidad significativa de católicos se retiró a los remotos hinterlands y montañas de Sichuan occidental, convirtiéndose en «cristianos clandestinos» a quienes los misioneros europeos confundieron con budistas después del levantamiento de los controles misioneros en 1858 por el Tratado de Tientsin.
Sin embargo, en su viaje de los años 1840, Évariste Régis Huc descubrió que el catolicismo era más floreciente en Sichuan que en el resto de China y que sus miembros provenían de clases sociales más pudientes. En 1870, la Iglesia sichuanesa contaba con 80 000 fieles, que era el mayor número de católicos en todo el país. En 1911, la provincia vio aumentar su número de fieles a 118 724 personas. Durante esa época, Sichuan representaba uno de los pocos baluartes de presencia católica en el país. A lo largo de su historia eclesiástica, la provincia fue también uno de los semilleros de disturbios anti-misioneros en China.
Tras la caída de China continental al comunismo a finales de 1949, y el posterior establecimiento de la Asociación Patriótica Católica China (APCC), sancionada por el estado, la Iglesia en Sichuan, así como en otras provincias, ha estado sometida al control de la APCC desde 1957, que generó controversia entre la Santa Sede y la República Popular China, y creó un cisma entre los católicos de la APCC y aquellos que permanecen leales a Roma. A estos últimos se les conoce popularmente como católicos leales o «católicos clandestinos».
Según datos de 2011, los católicos en las diócesis de Chengdu, Shunqing, Jiading, Suifu y Ningyuan eran 110 000, 80 000, 60 000, 30 000 y 30 000 personas respectivamente, para un total de 310 000 fieles. Estos datos no incluyen a los católicos de Chongqing (Chungking; obispados de Chongqing y Wanxian) y del Tíbet (diócesis de Kangding), debido a la separación de Chongqing de Sichuan en 1997 y a los cambios de jurisdicción diocesana que tuvieron lugar en los años 1980 y 1990.
A pesar de que la diócesis de Chengdu es el obispado más antiguo de Sichuan, el primado de la provincia es el arzobispo de Chongqing, con su sede en la catedral de San José. El puesto ha estado vacante desde que murió el último arzobispo Peter Luo Beizhan en 2001.
Si bien los estudios sobre las misiones católicas en las capitales de los imperios chinos son abundantes (Chang'an, Janbalic/Karakórum, Nankín, Pekín), pocos fenómenos católicos han sido analizados en la provincia de Sichuan.

## Historia

### Primera etapa

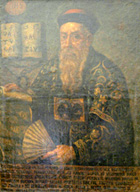
Ludovico Buglio, primer misionero católico en Sichuan.

En 1640, Ludovico Buglio, jesuita siciliano, llegó a Chengdu (Chengtu), la ciudad capital de Sichuan, por invitación de Liu Yuliang, un sichuanés de Mianzhu y gran secretario de la dinastía Ming. Treinta personas recibieron el bautismo al año siguiente, que fueron los primeros católicos en Sichuan. Había un tal Pedro entre ellos, según la Relación de la entrada de la religión católica en Se-Chuan, era descendiente del príncipe de Shu y bastante activo en la congregación. Gabriel de Magalhães, jesuita portugués, se unió a la misión en agosto de 1642. La evangelización se inició de inmediato en Chengtu, Paoning y Chungking.
En 1644, tras la invasión de Sichuan por parte de Zhang Xianzhong, un nativo de la provincia de Shaanxi, y el posterior establecimiento del régimen del «Gran Oeste», la misión fue interrumpida y los dos sacerdotes fueron mantenidos cautivos en la corte de Zhang hasta principios de 1647. En 1651, Magalhães presentó a Roma un informe de su terrible experiencia en portugués titulado Relação da perda e destituição da Provincia e Christiandade de Su Chuen e do que os pes. Luis Buglio e Gabriel de Magalhães passarão em seu cativ. El informe se guardó en el Archivum Romanum Societatis Iesu y nunca fue publicado.
Después de la devastación de Sichuan provocada por la masacre por parte de Zhang Xianzhong (1645–1646), una búsqueda de conversos sobrevivientes fue llevada a cabo en la década de 1660 por dos católicos: Basilio Xu, el entonces intendente del circuito de Sichuan Oriental, y su madre Cándida Xu, nieta de Pablo Xu. Encontraron un número considerable de conversos en Paoning. Cándida invitó al sacerdote jesuita francés Claude Motel (también, Claude Métel o Claudius Motel, 1618–1671) a servir a la congregación. Se construyeron varios templos católicos en Chengtu, Paoning y Chungking bajo la supervisión de Motel, y bautizó a 600 personas en un año.

### SigloXVIII

#### Primera mitad delsigloXVIII

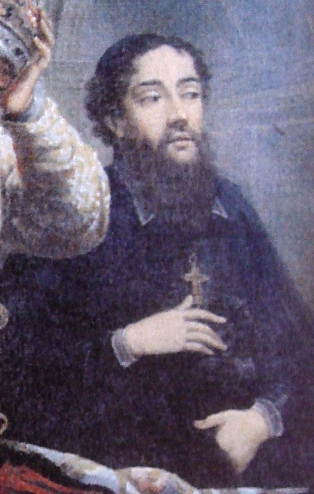
Artus de Lionne, primer vicario apostólico de Sechuan.

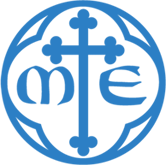
Sello de la Sociedad de las Misiones Extranjeras de París (MEP), la principal organización misionera para la evangelización de Sichuan desde el.

El vicariato apostólico de Sechuan fue erigido el 15 de octubre de 1696, con su sede en Chengtu. Artus de Lionne, misionero francés, fue el primer vicario apostólico. De Lionne logró reclutar cuatro sacerdotes para su vicariato. En 1700, confió a los padres de la Sociedad de las Misiones Extranjeras de París (MEP) Jean Basset y Jean-François Martin de La Baluère la ciudad de Chengtu y la parte occidental de Sichuan. También se pusieron a su disposición dos lazaristas, discípulos de san Vicente de Paúl, un italiano, Luigi Antonio Appiani, y otro alemán, Johannes Müllener. De Lionne les confió Chungking y la parte oriental de Sichuan. Dos congregaciones misioneras diferentes se encontraban así asumiendo responsabilidades en la misma provincia. Aunque muy pocos en número y enfrentando considerables dificultades, los padres de estas dos sociedades competían por el territorio.
El lyonés Jean Basset escribió una larga memoria en 1702 en Chengtu bajo el título de Avis sur la Mission de Chine, lamentando el triste estado de la Iglesia en Sichuan después de tantos esfuerzos pasados, solo ve un remedio: traducir la Biblia y autorizar una liturgia en chino. «Era», señala, «la práctica de los apóstoles y es la única forma de familiarizar a los chinos con el mensaje cristiano». En 1704, Basset se puso manos a la obra y, con la asistencia de un converso local Johan Su, produjo una traducción al chino del Nuevo Testamento en seis grandes volúmenes, que ahora se conoce como Nuevo Testamento chino de Basset–Su. En 1710, en Macao portugués Johannes Müllener adoptó a Filipe, un adolescente sichuanés de 14 años, y lo dejó allí para estudiar.
En 1723, la llegada de la familia Lo a Kiangtsin convirtió a la localidad en un importante centro católico de Sichuan oriental. La familia era de ascendencia cantonesa, cuyos miembros se convirtieron al catolicismo en 1695 y emigraron a Sichuan poco después de su conversión. Con donaciones de los fieles locales, los Lo construyeron un templo y una casa sacerdotal. A partir de 1736, durante un período de diez años, Giovanni Battista Kou (también, Joannes-Baptista Kou; 1701–1763) había residido en la casa sacerdotal mientras hacía trabajo misionero. Kou era pekinés, y se había formado en el collegio dei cinesi de Nápoles. Los fieles de las ciudades circunvecinas solían reunirse en el templo de Kiangtsin para cantar la misa y recibir los sacramentos administrados por el padre Kou. El sheng y el xiao se utilizaron durante las principales fiestas católicas.
Durante este período, surgió en Sichuan un fenómeno emergente de vírgenes consagradas. Una de las primeras vírgenes de este tipo fue Agnes Yang, una mujer del distrito de Mingshan en el oeste de Sichuan. Su bautismo fue confirmado por Joachim-Enjobert de Martiliat, misionero de la MEP y autor de las Reglas para las Vírgenes Consagradas publicadas por primera vez en 1744. Este último volvió a visitar a Agnes en 1733 cuando ella tenía más de 50 años y descubrió que se había mantenido fiel y casta. Estas mujeres católicas solteras sirvieron como bautizadoras y catequistas para la evangelización entre las mujeres. El papel que jugaron fue importante en el crecimiento de la Iglesia en Sichuan, debido a la segregación de sexos en China. El promotor más convencido de esta nueva forma de apostolado fue el padre Jean-Martin Moyë, provicario en Sechuan Oriental (posteriormente, archidiócesis de Chongqing) y Kuichou (posteriormente, archidiócesis de Guiyang) desde 1773, quien fundó la Congregación de las Hermanas de la Providencia en Lorena antes de entrar en el campo misionero de Sichuan.

#### Segunda mitad delsigloXVIII

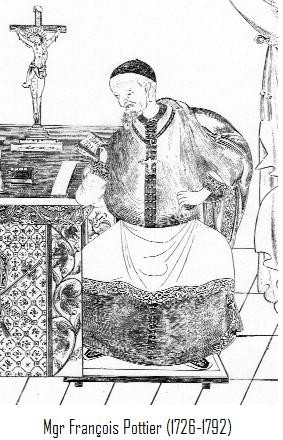
François Pottier, después de su retrato realizado en 1787 en Chengtu.

En 1753, la Sociedad de las Misiones Extranjeras de París asumió toda la responsabilidad de la misión en Sichuan. En 1756, François Pottier (1726–1792), un joven sacerdote ordenado en Tours hace apenas tres años, llegó a Sichuan, quien se hizo cargo como provicario de los cinco o seis mil católicos dispersos en la provincia. Arrestado después de tres años de visitas pastorales, fue torturado y pasó unos meses en prisión en Chungking. En 1767 fue nombrado obispo titular de Agathopolis y vicario apostólico de Setchuen. Su consagración episcopal el 10 de septiembre de 1769 tuvo lugar en Xi'an, la capital de la provincia de Shaanxi, donde tuvo que huir durante una persecución. Habiendo vendido la casa en Chengtu en 1764, Pottier se retiró con siete estudiantes a una cabaña en Fenghuangshan (montaña del fénix), 7 kilómetros al oeste de Chengtu. Su pobre escuela le recuerda el establo de Belén, lo llama el Seminario de la Natividad. Su escuela habiendo sido denunciada a las autoridades, la cabaña fue destruida en 1770. Unos años más tarde, el obispo Pottier reanudó el trabajo de formación de futuros sacerdotes al fundar en 1780 un seminario en Long-ki en la región fronteriza del norte de Yunnan. De 1780 a 1814, cuarenta sacerdotes abandonaron este seminario y se trasladaron a Lo-lang-keou en el sur de Sichuan poco después de su apertura.
En 1783, el obispo Pottier eligió a Jean-Didier de Saint-Martin (1743–1801) como coadjutor y lo consagró obispo en Tcheng-tou (Chengtu) el 13 de junio de 1784. Encarcelado y luego expulsado de China al año siguiente, el obispo Saint-Martin volvió a su cargo en 1792, año de la muerte de Pottier. Aseguró su propia sucesión tomando como coadjutor a Gabriel-Taurin Dufresse, a quien consagró obispo de Tabraca en 1800. Este nuevo obispo contaba ya con veinte años de experiencia en Sichuan adonde llegó en 1776. Su ministerio fue interrumpido por la persecución de 1784. Encarcelado, llevado a Pekín y luego exiliado a Macao portugués y Filipinas española, regresó clandestinamente a Chengtu en 1789 y fue puesto a cargo de las misiones del este de Sichuan y Guizhou. A la muerte de Monseñor de Saint-Martin en 1801, se hizo cargo de toda la provincia. A pesar de la inseguridad y los múltiples contratiempos, la Iglesia de Sichuan era entonces relativamente próspera. En 1756 había 4000 católicos y dos sacerdotes locales en la provincia. En 1802, el número se multiplicó por diez con 40 000 católicos y 16 sacerdotes locales. La experiencia pastoral acumulada durante el siglo XVIII permitió establecer un directorio general de las condiciones de la vida cristiana y del ministerio de los sacramentos.

#### Persecución
Los cristianos del siglo XVIII sufrieron persecución tanto a nivel local como estatal. Desde el comienzo de la controversia sobre los ritos chinos en el siglo XVII, es decir, una disputa entre misioneros católicos sobre la religiosidad del confucianismo, la posición de los misioneros extranjeros en China se volvió muy difícil. En 1724, el emperador Yongzheng prohibió la propagación del cristianismo mediante sus «Instrucciones ampliadas sobre el Edicto Sagrado», que fue emitido por su predecesor para instruir a los súbditos promedio del imperio en los principios básicos de la ortodoxia confuciana.
Además de las persecuciones imperiales, los católicos de Sichuan tuvieron que enfrentarse a una formidable oposición local. Los habitantes corrientes de Sichuan tenían poca tolerancia hacia esta nueva religión. Los católicos fueron acosados tanto por funcionarios como por gente común, que consideraban a los católicos como inconformistas que iban en contra de tradiciones establecidas desde hacía mucho tiempo, como la segregación de sexos según las enseñanzas confucianas, ya que hombres y mujeres católicos oraban juntos en los templos, a pesar de que el confucianismo tenía relativamente poca influencia en la provincia. Las autoridades locales buscaron activamente oportunidades para humillarlos con el fin de mejorar su posición ante los ojos de la gente común. Los católicos también fueron acusados de ser miembros de una sociedad política secreta que podría amenazar el dominio imperial. Los magistrados de distrito consideraron conveniente manipular a las comunidades no católicas contra los católicos, lo que provocó injusticias contra estos últimos en los tribunales. Los católicos a menudo perdían sus casos, en consecuencia sus propiedades eran confiscadas y sus templos destruidos. Algunas familias acomodadas quedaron así reducidas a la pobreza y tuvieron que mendigar comida en las calles.
Como consecuencia, una cantidad significativa de católicos se retiró a los remotos hinterlands y montañas de Sichuan occidental, convirtiéndose en «cristianos clandestinos» para evitar la atención oficial. Esta situación se mantuvo hasta el levantamiento de los controles misioneros en 1858 por el Tratado de Tientsin.
Durante la persecución de la primera mitad del siglo XVIII, cuando todos los misioneros europeos se vieron obligados a abandonar Sichuan, Andrés Ly quedó como el principal sacerdote de la provincia. Ly era nativo de Hanzhong, una ciudad ubicada en el sudoeste de Shaanxi pero culturalmente Ba–Shu (i.e. sichuanesa). Estudió en el seminario de San José de Ayuthia y dominaba bien el latín. Llevó un diario en latín todos los días desde 1746 hasta 1763, en el que registró las persecuciones y sus actividades pastorales. En 1906, su voluminoso diario se publicó en París con el título de Journal d'André Ly (Diarium Andreæ Ly).

### SigloXIX

#### Primera mitad delsigloXIX
El 2 de septiembre de 1803, el obispo Gabriel-Taurin Dufresse convocó cerca de Chungkingchow (Tchong-king-tcheou), 40 kilómetros al oeste de Chengtu, el primer sínodo católico en China. Participaron trece sacerdotes chinos y dos sacerdotes franceses, a saber, Dufresse y Jean-Louis Florens. Las decisiones publicadas en Synodus Vicariatus Sutchuensis se refieren principalmente al cuidado pastoral de los sacramentos. El capítulo X trata del ministerio de los sacerdotes, recomendando fervor en la vida espiritual y discreción en las cosas temporales. Las disposiciones del sínodo de Sichuan iban a guiar el apostolado en esta provincia y en muchas otras regiones de China hasta el concilio de Shanghái en 1924.
En 1805, el emperador Jiaqing lanzó una persecución aún más dura que duró muchos años. En Sichuan, la primera víctima fue Agustín Tchao, un sacerdote de Wuchuan (Guizhou), que murió tras ser torturado en una prisión de Chengtu el 27 de enero de 1815. El obispo Dufresse también fue víctima durante esta persecución. Fue traicionado ante las autoridades imperiales por un nuevo converso asustado y torturado, y fue arrestado el 18 de mayo de 1815. Fue llevado a Xinjin, luego a Chengtu, donde fue decapitado el 14 de septiembre del mismo año en la Plaza de la Puerta Norte. Su cabeza fue atada a un poste y su cuerpo quedó expuesto durante tres días como advertencia para los demás. Fue canonizado santo por Juan Pablo II el 1 de octubre de 2000.

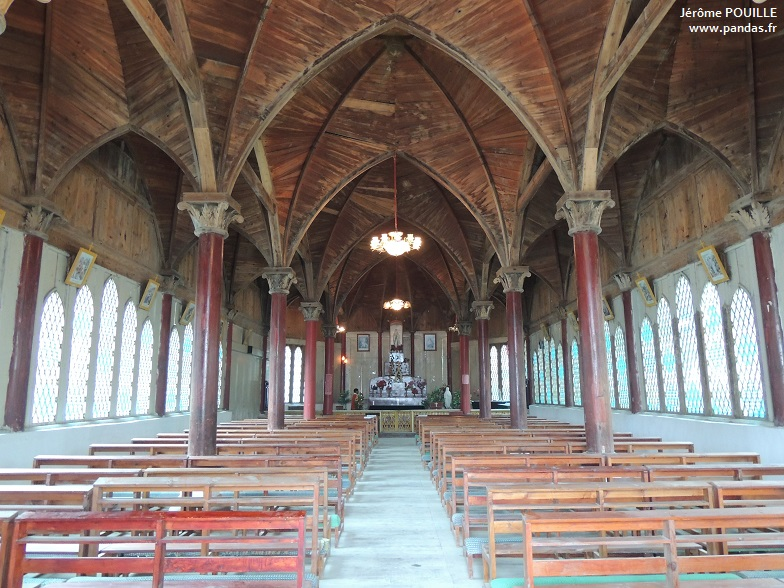
Interior de la iglesia de la Anunciación de Dengchigou, antiguo seminario de Moupin.

En la aldea de Dengchigou (Baoxing, antiguamente, Moupin; junto a la frontera sichuanesa-tibetana), la sociedad de vida apostólica de las Misiones Extranjeras de París, que tenía como objetivo la evangelización de los países asiáticos no cristianos, abrió en secreto en 1830 un colegio, conocido como el seminario de Moupin o collège de l'Annonciation (la actual iglesia de la Anunciación de Dengchigou) para reclutar cleros nativos. Laurent-Joseph-Marius Imbert, fundador del seminario y primer superior, vivió allí durante doce años antes de partir hacia Corea. En una de sus cartas, escribió: «La misión de Se-Chuan está suficientemente equipada para poder prescindir de un misionero.» En 1858, el Tratado de Tientsin legalizó efectivamente las misiones cristianas en China, y llegó a su fin una prohibición centenaria del catolicismo. Los misioneros recién llegados a Sichuan occidental confundieron a esos «cristianos clandestinos» con budistas.

#### Segunda mitad delsigloXIX
Después de 1858, muchos de los misioneros destinados en el collège de l'Annonciation de Moupin tenían una buena educación en ciencias naturales (botánica, zoología, geología) y buscaban entrar en contacto con los establecimientos científicos de París. La iglesia de la Anunciación de Dengchigou es bien recordada por Armand David, naturalista y misionero lazarista, quien en 1869 llegó a Moupin en una silla de manos. Allí descubrió al panda gigante, que hasta entonces sólo era conocido por los chinos. Una cincuentena de estudiantes locales estudiaron en el colegio de Moupin bajo la dirección de su superior, Anatole Dugrité. El colegio y la misión entonces pertenecían al vicariato apostólico de Sechuan Occidental (hoy el sitio pertenece a la diócesis de Jiading) cuyo obispo era el padre Annet-Théophile Pinchon.
El 20 de septiembre de 1880, el obispo Jules Lepley convocó el segundo sínodo de Sichuan y se celebró en Suifu, sede del vicariato apostólico de Sechuan Meridional. Entre los participantes se encontraban los vicarios y provicarios apostólicos de Sechuan Meridional, Sechuan Oriental, Sechuan Noroccidental, Tíbet, Yunnan y Kuichou. El explorador inglés Thomas Thornville Cooper señala en el capítulo dedicado a la historia de la misión católica de Sichuan de su libro de viajes de 1871 que nunca hubo ningún indígena que llegara a ser obispo. La razón aducida es que la inextirpable propensión de los chinos a vender cualquier nombramiento en su haber conduciría ciertamente a la concesión simoníaca del sacerdocio.

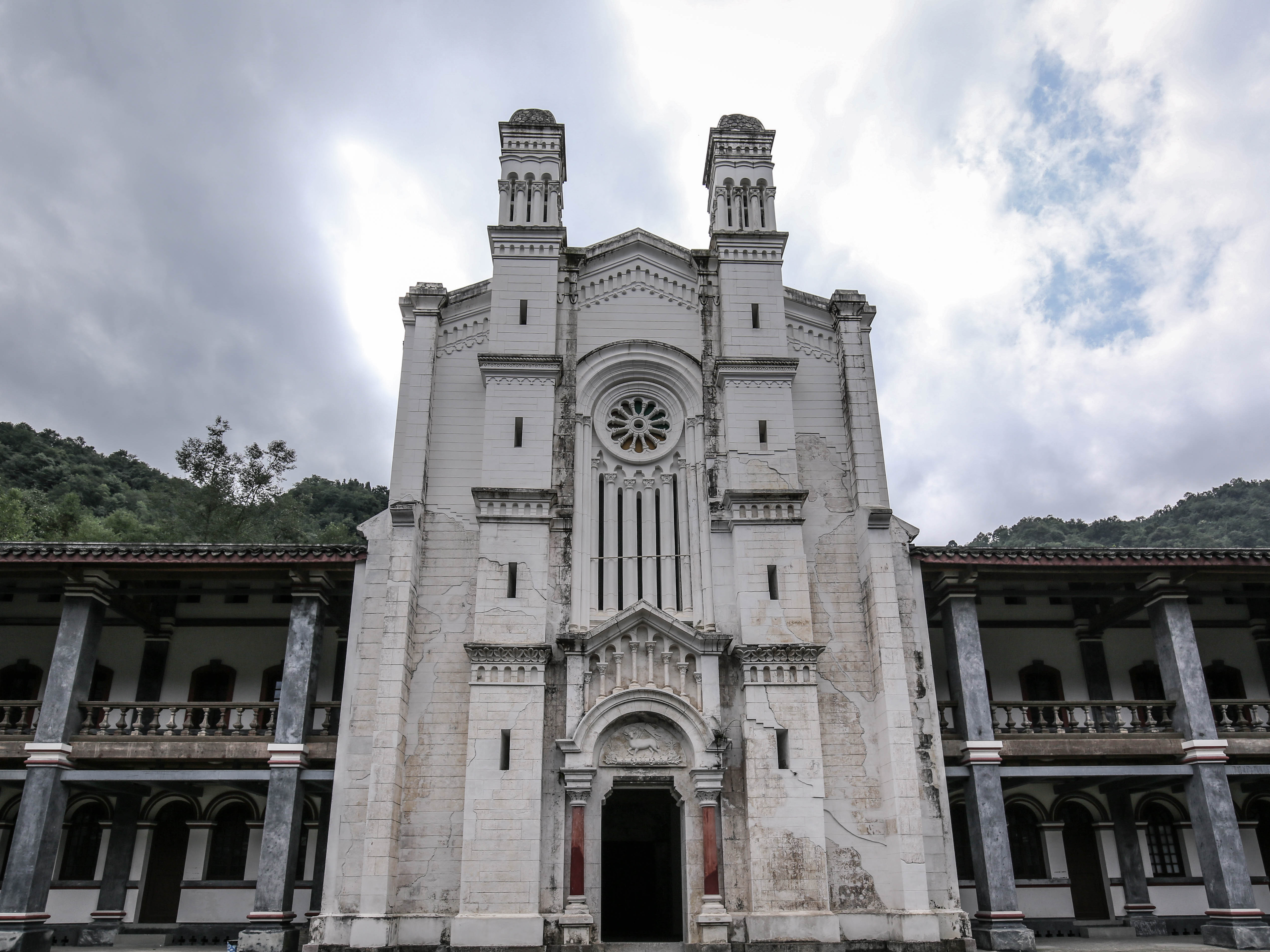
El Seminarium Annuntiationis abandonado

En el pueblo de Bailu en Pengzhou, construcción del Seminarium Annuntiationis fue iniciada en 1895 por el obispo Marie-Julien Dunand, sucesor del obispo Pinchon que murió en 1891. El seminario fue diseñado por dos misioneros franceses Alexandre Perrodin y Léon Rousseau. La construcción duró 13 años, tras su finalización en 1908, se convirtió en un importante instituto para la formación de sacerdotes en la provincia en ese momento.
El año 1895 estuvo marcado por un grave estallido de agitación antiextranjera que comenzó en la capital, Chengtu, y desde allí se extendió por toda la provincia. En la capital, la propiedad de los católicos y la de tres misiones protestantes fue destruida; y todos los misioneros de todas las misiones, tanto católicos como protestantes, estaban agradecidos de poder escapar con vida.
El 29 de julio de 1896, Adolphe Roulland fue enviado al vicariato apostólico de Sechuan Oriental por la Sociedad de las Misiones Extranjeras de París. Al año siguiente, fue nombrado vicario en el condado de Yeou-yang de la ciudad de Chungking. Cinco años más tarde (1902), fue nombrado párroco de Ma-pao-tchang (ahora conocida como la villa de Shima) de la misma ciudad, donde permaneció siete años. Padre Roulland era hermano espiritual de santa Teresa de Lisieux (santa Teresita). Obsequió al Convento Carmelita de Lisieux la obra de Léonide Guiot, La Mission du Su-Tchuen au XVIIIme siècle : Vie et Apostolat de Mgr Pottier, son fondateur (lit. «La Misión del Su-Tchuen en el siglo XVIII: vida y apostolado del Obispo Pottier, su fundador», 1892), que tuvo una gran influencia en Teresa.
Teresa regaló a Roulland un cuadro del Sagrado Corazón acompañado de una oración: «¡O Sangre divina de Jesús! Regad nuestra Misión. Haced germinar los Elegidos». En el cuadro aparecen las flores decorativas y el corazón con una crucecita versando una gota de sangre sobre la misión de Chungking. La sangre divina se derrama –escribe Teresa– sobre «Sechuan Oriental» (Su-Tchuen oriental).
En su carta a Roulland fechada el 30 de julio de 1896, Teresa expresó su deseo de visitar Sichuan: «He colocado el mapa de Su-Tchuen en la pared del lugar donde trabajo, [...] pediré permiso a Jesús para ir a visitarlo a Su-Tchuen y proseguiremos juntos nuestro apostolado.» Hoy en día, además de conservar una de las cartas de Teresa al padre Roulland, la iglesia de Janua Coeli de Shima (iglesia de Ma Pao Tchang) también alberga una de sus reliquias.

### 1900–1949
En 1905, cuatro misioneros franceses fueron asesinados en el levantamiento de Batang, entre ellos Jean-André Soulié, sacerdote que trabajaba en el vicariato apostólico del Tíbet (actual diócesis de Kangding, con su sede en Tatsienlu, Sichuan). Fue capturado, torturado y disparado cerca de Yaregong, Sichuan, por lamas durante la revuelta. Nueve años más tarde (1914), Jean-Théodore Monbeig, otro misionero francés que trabajaba en la región fronteriza sichuanesa-tibetana, fue asesinado por lamas cerca de Litang, poco después de ayudar a revivir la comunidad cristiana en Batang.
En 1918, François-Marie-Joseph Gourdon, misionero del vicariato apostólico de Sechuan Oriental, publicó en Chungking la Relación de la entrada de la religión católica en Se-Chuan, por la autoridad del obispo de Sechuan Oriental, Célestin Chouvellon. Es una obra escrita en chino y supuestamente basada en la Relação das tyranias obradas por Canghien Chungo famoso ladrão da China em o anno de 1651 de Gabriel de Magalhães. Además, en 1924 se publicó la Relación de la entrada de la religión católica en Anyo, que detalla la historia del catolicismo en el condado de Anyo, con la aprobación de Urbain Claval, provicario de Sechuan Oriental.
A finales de 1921, había 143 747 católicos en Sichuan. Estos rendían culto en 826 capillas e iglesias repartidas por toda la provincia que estaba dividida en cuatro obispados con residencias episcopales en Chengtu, Chungking, Suifu y Ningyüanfu. Casi 8000 adultos fueron bautizados en la Iglesia católica durante 1918. Además de las actividades regulares de evangelización, la Iglesia mantuvo cerca de 400 escuelas parroquiales de primaria con más de 7500 estudiantes. Había tres colegios en la provincia, dos en Chungking y uno en Chengtu; diez seminarios y cinco escuelas para niñas. Las misiones católicas también informaron de cinco hospitales y siete dispensarios.

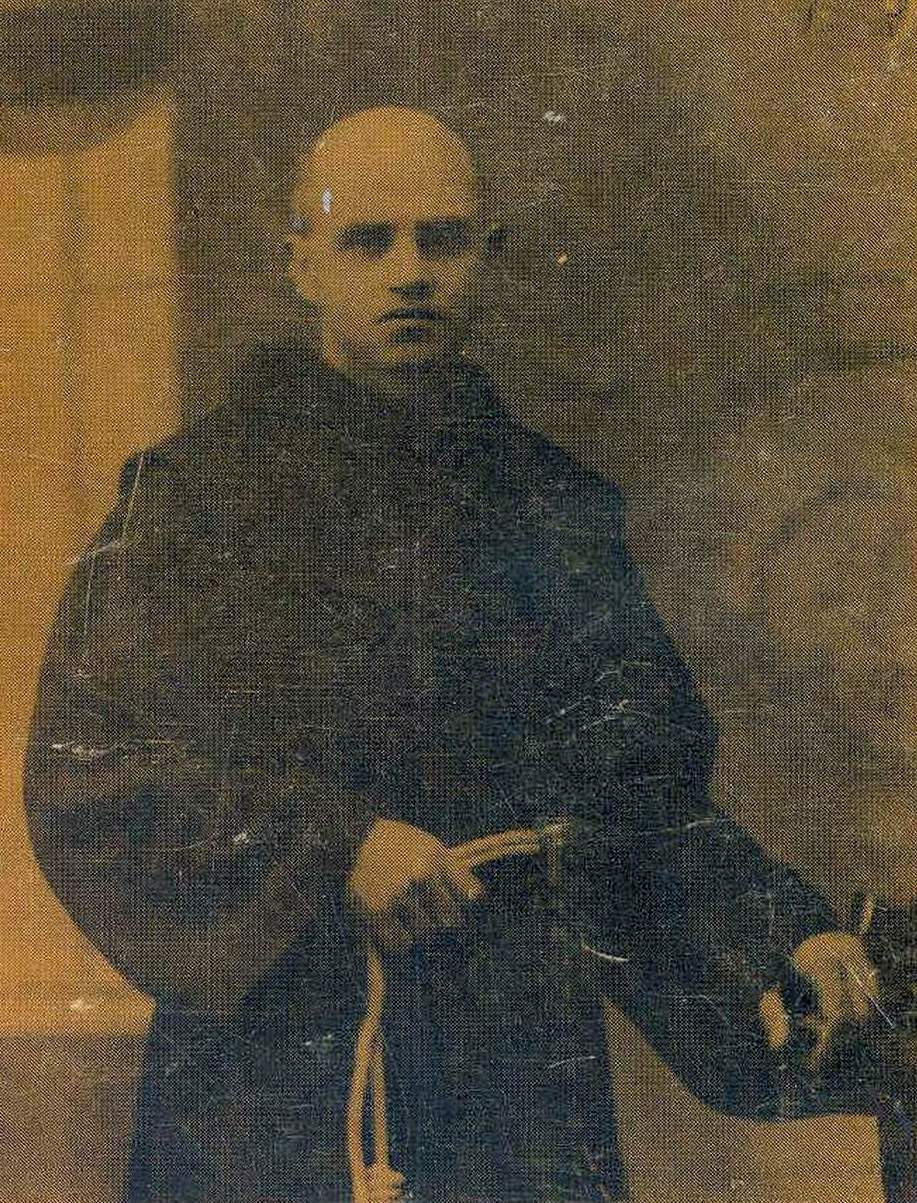
Pascual Nadal Oltra, misionero franciscano, decapitado en 1935 en Ngawa, una de las tres regiones tibetanas de Sichuan.

En Mosimién (Chagsam), una villa ubicada en Garzê, una de las tres regiones tibetanas de Sichuan, donde se encuentra la iglesia de Santa Ana construida por las Misiones Extranjeras de París, una comunidad misionera formada por frailes y monjas de diversas nacionalidades que trabajaban en una leprosería conocida como hogar de San José. En 1930, Pascual Nadal Oltra, franciscano y artista nacido en Pego (España), se unió a la misión de Mosimién trabajando como cantero y escultor. La idea de fundar la leprosería de Mosimién correspondía al vicario apostólico de Tatsienlu (Pierre-Philippe Giraudeau), el anciano prelado pretendía «evangelizar a los leprosos, partiendo de su cuidado corporal». El ejecutor de aquel proyecto fue su obispo-coadjutor (Pierre Valentin). La misión poseía en el lugar un viejo caserón junto a una heredad, al ser insuficiente para el proyecto de la leprosería adquirieron algunas parcelas más y la cercaron con un muro de obra. La fundación se puso bajo la dirección espiritual de los franciscanos, su primer Guardán fue el padre Plácido Albiero, un fraile italiano. La comunidad fundacional está formada (en enero de 1930) por el padre Guardián, fray Plácido Albiero (57 años), el canadiense padre Bernabé Lafond, el italiano fray José Andreatta, enfermero diplomado (33 años) y el español fray Pascual Nadal y Oltra (44 años).

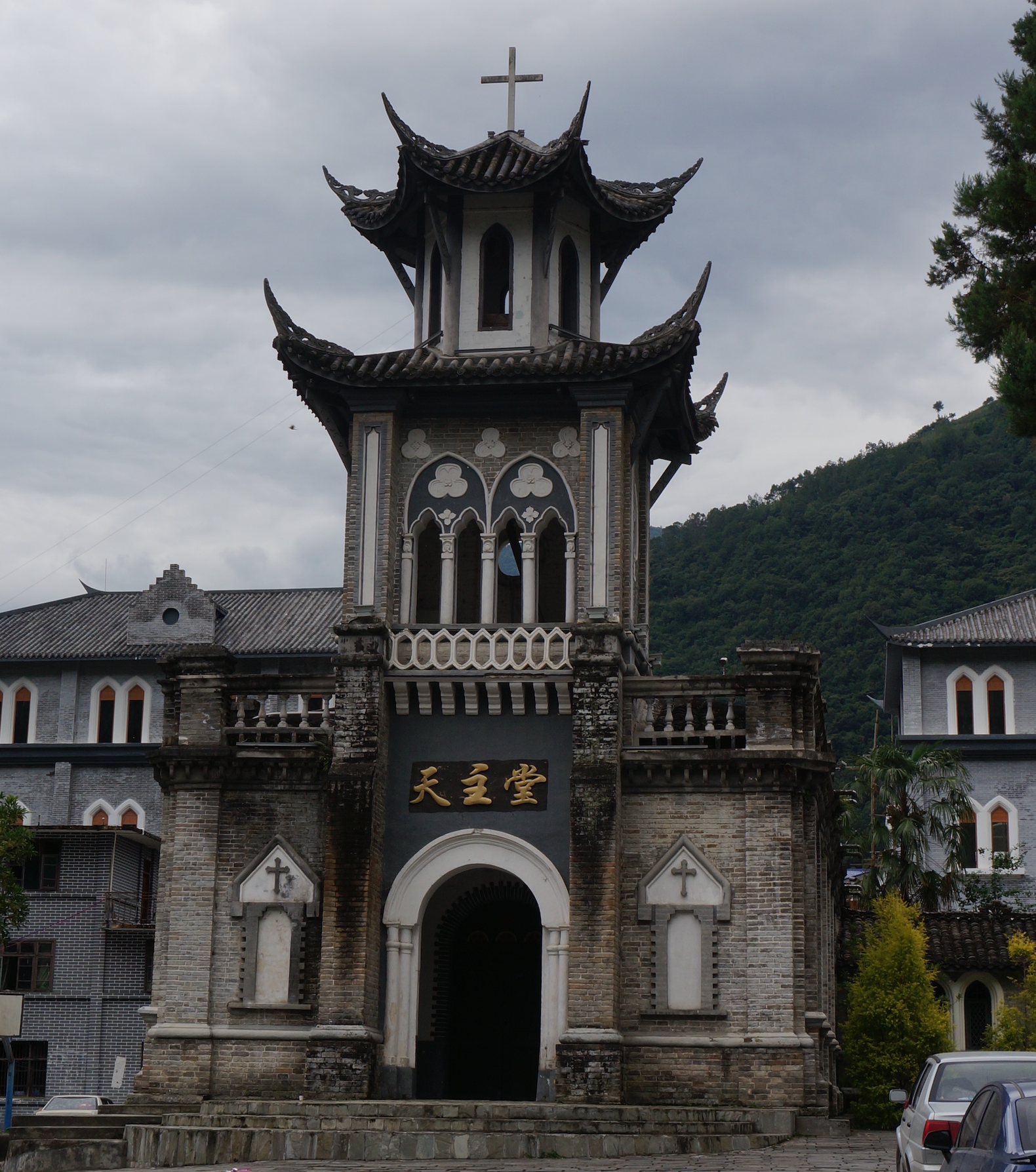
Iglesia de Santa Ana de Mosimién, perteneciente a la diócesis de Kangding (también, Tatsienlu).

La leprosería de la misión de Mosimién se organizaría en torno de una capilla-oratorio, sobre la que se construyó una pequeña iglesia de tres naves (iglesia de Santa Ana de Mosimién), a la epístola estaba el convento de las hermanas y al evangelio se pensaba levantar el de los hermanos, pero finalmente éste se construyó en una pequeña granja que adquirieron extramuros. Se hizo también una farmacia, la enfermería y dormitorios para los primeros leprosos que llegaron. La instalación de los primeros leprosos no fue fácil, dada su ignorancia y la situación de marginación en la que vivían, por la aversión social que su enfermedad provocaba. Con todo (en 1935) contaban ya con un centenar de enfermos asilados.

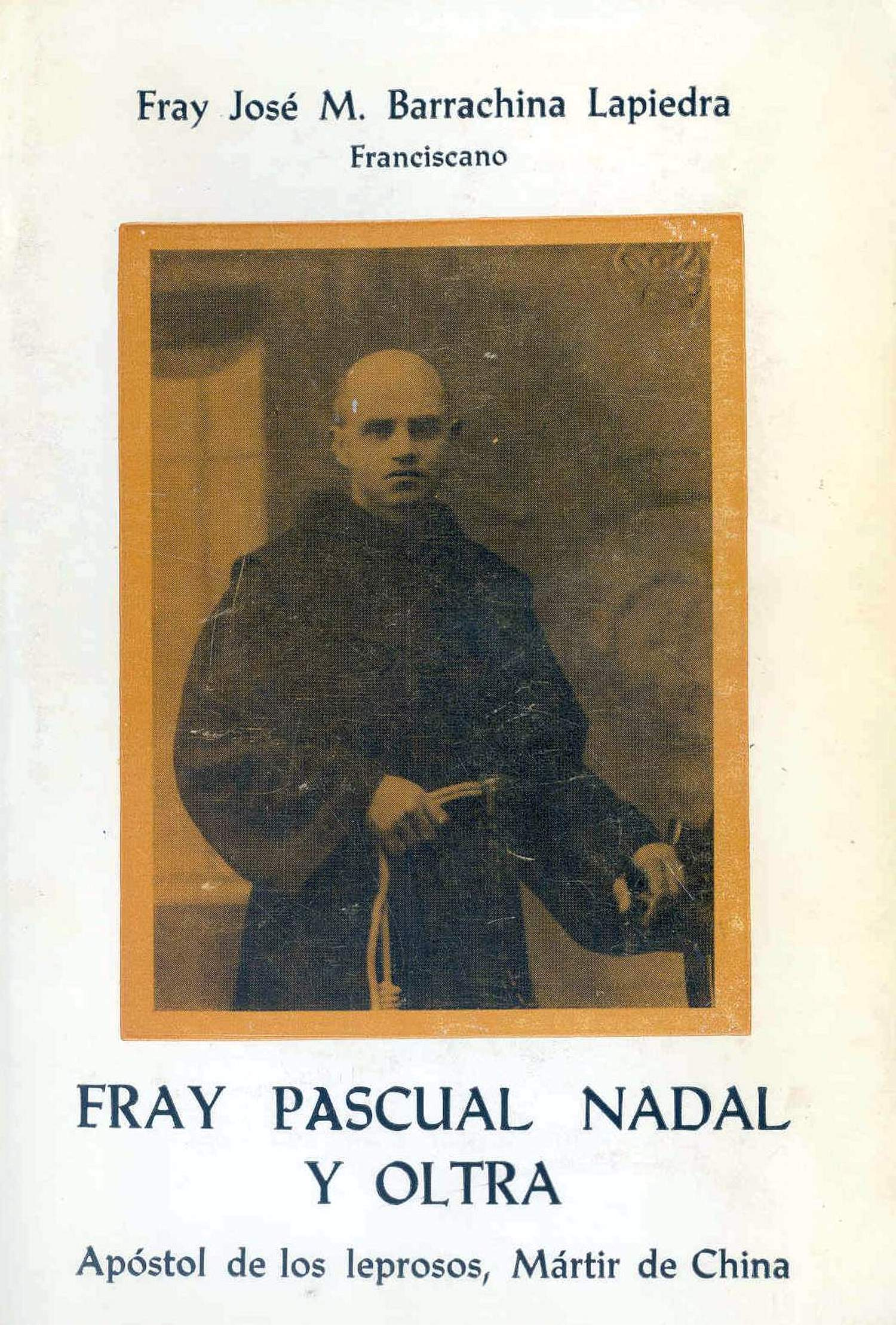
Fray Pascual Nadal y Oltra: Apóstol de los leprosos, Mártir de China

En mayo de 1935, una columna del ejército comunista de Mao Tse Tung (Mao Zedong) huía del ejército regular de Chiang Kai-shek hacia el noroeste de China pasaba por la zona de Mosimién. Según relata el franciscano valenciano José Miguel Barrachina Lapiedra, autor del libro Fray Pascual Nadal y Oltra: Apóstol de los leprosos, Mártir de China, y el Malaya Catholic Leader, periódico oficial de la archidiócesis de Singapur: «Los soldados comunistas entraron en la residencia, la saquearon, detuvieron a los religiosos y muchos de los leprosos trataron de defenderlos, pero dispararon contra los propios enfermos. A continuación, los franciscanos fueron llevados ante Mao Tse Tung, quien les interrogó, dejó prisioneros a dos de ellos, fray Pascual y el fraile italiano Epifanio Pegoraro, y liberó al resto. Había más de 30 000 rojos en la banda, incluido una gran cantidad de mujeres. Antes de su partida, los rojos desvalijaron el pueblo, llevándose todo lo mueble y comestible, dejando a la gente del distrito sin medios de subsistencia. Días después, el 4 de diciembre de 1935 un oficial se dirigió a la aldea de Leang Ho Kow (Tsanlha, Ngawa), donde estaban apresados los dos franciscanos, y les decapitó con una espada. Varios vecinos fueron testigos desde sus casas de la ejecución y uno de ellos enterró los cuerpos.»
En la carta que dirige al poeta Raymond Cortat, fechada el 17 de enero de 1937, Marie-Rosine Sahler, miembro de las Franciscanas Misioneras de María, relata detalladamente su viaje, su llegada a China y su vida en la leprosería, un testimonio sobre la dificultad política: «En 1935, la leprosería fue atacada salvajemente por bandas comunistas y la comunidad tuvo que huir a las montañas y permanecer allí durante ocho días. A su regreso, encontró la leprosería desvalijada y todos los suministros saqueados. Sin embargo, la comunidad logró recuperar y acoger de nuevo a los enfermos, que en 1937 eran 148 personas.»
En 1947, los monjes trapenses de la Abadía de Nuestra Señora de la Alegría (diócesis de Zhengding) transfirieron su monasterio al condado de Xindu (Chengdu), debido a la guerra civil en curso. El padre Paulin Li y cuarenta monjes llegaron a su destino vía Shanghái. Permanecieron en Sichuan durante dos años, hasta finales de 1949, cuando también llegó allí la invasión comunista. En ese momento, el norte y el centro de China ya estaban tomados por los comunistas. Se hizo evidente que la comunidad monástica tenía que mudarse de nuevo. El día de Navidad de 1949, los comunistas ocuparon el monasterio de Chengdu y sus terrenos circunvecinos. Un par de jóvenes monjes fueron brutalmente golpeados y tres de ellos, Vincent Shi, Albert Wei y el padre You, fueron martirizados después de brutales torturas. El padre Paulin Li logró trasladar a diez de los monjes a Canadá, entre ellos nueve chinos y un belga. Finalmente, la abadía se restableció en la isla Lantau (Hong Kong británico). El 19 de febrero de 1956 se aseguró una ubicación permanente para la Abadía de Nuestra Señora de la Alegría de Hong Kong.

#### Misiones redentoristas españolas

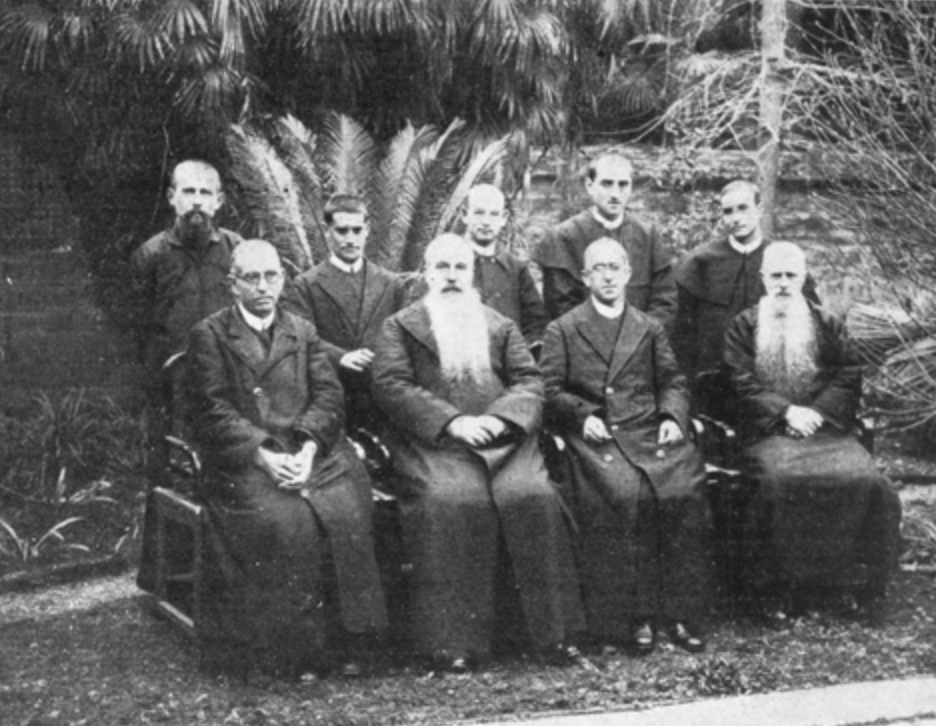
Comunidad de los redentoristas españoles de Chengtu, con Jacques-Victor-Marius Rouchouse, el entonces vicario apostólico de Chengtu, entre 1934 y 1946.

Las misiones redentoristas españolas en Sichuan duraron desde 1934 hasta 1952, cuando los últimos redentoristas españoles fueron expulsados de China por el régimen comunista recién establecido.
En febrero de 1928, Segundo Miguel Rodríguez, José Morán Pan, y Segundo Velasco Arina zarparon hacia China septentrional a pedido de Celso Costantini. Inicialmente, fueron puestos a cargo del seminario de la Congregación de los Discípulos del Señor del vicariato apostólico de Süanhwafu (Hebei). Luego empezaron su propia obra misional en Siping (Henan), hasta que encontraron un nuevo hogar en la remota provincia occidental de Sichuan.
Su primera fundación permanente se realizó el 24 de abril de 1934 en la capital provincial, Chengtu (vicariato apostólico de Chengtu), y se amplió para incluir una casa misional y una capilla. El volumen de trabajo aumentó después de la fundación de la segunda casa misional en 1938 en Sichang (vicariato apostólico de Ningyuan). Este distrito cubre todo el País Nosu, que se encuentra más al oeste y limita con el Tíbet oriental. El sacerdote gallego, Juan Campos Rodríguez, pasó en Sichang la mayor parte de sus años en China. Posteriormente, las dos fundaciones de Sichuan pasaron a denominarse viceprovincia con el padre José Pedrero como superior.

## Después de 1949

### Contexto
Después de la toma de poder por parte de los comunistas en China en 1949, una combinación de nacionalismo asertivo e ideología comunista llevó a la erradicación de la presencia occidental en el país, incluyendo su cultura y mercancías. «La denuncia de todo lo occidental como "capitalista", "burgués" y representante del "mundo imperialista" alcanzó su punto máximo durante el extremismo ideológico de la Guerra de Corea (1950–1953), cuando los últimos vestigios de la presencia económica y cultural occidental fueron eliminados». Las ambiciones misioneras y comunistas simplemente eran irreconciliables y la ancha brecha ideológica no podía ser unida; todo ello significó una catástrofe para la misión católica durante la Guerra Civil (1946–1949) y la virtual expulsión de todos los extranjeros a principios de la década de 1950. Los misioneros extranjeros sospechosos de espionaje fueron arrestados, algunos fueron enviados a centros de reforma del pensamiento en los que se sometieron a un inquietante proceso de reeducación en un ambiente carcelario vengativo. Las instituciones misioneras financiadas con dinero extranjero fueron cerradas, y los misioneros extranjeros fueron expulsados de China.
Desde entonces, al catolicismo en China, como a todas las religiones del país, sólo se le ha permitido operar bajo la supervisión de la Administración Estatal de Asuntos Religiosos. La Iglesia se ha visto obligada a realizar su culto en los templos aprobados por las autoridades que pertenecen a la Asociación Patriótica Católica China, que no acepta la primacía del romano pontífice.

### Iglesia en Sichuan y el Tíbet
Durante el Movimiento de Reforma Agraria a comienzos de la década de 1950, varias organizaciones de la Legión de María (LDM) en Pengzhou fueron prohibidas y perseguidas, ya que el régimen comunista calificó a la LDM como una «fuerza contrarrevolucionaria».
En 1989, mientras era administrador de la diócesis de Qinzhou (Gansu), John Baptist Wang Ruohan fue consagrado «obispo clandestino» de Kangding por Paul Li Zhenrong, obispo de Xianxian (Hebei). En 2011, John Baptist fue detenido por las fuerzas de seguridad chinas, junto con sus hermanos, el obispo Casimir Wang Milu y el padre John Wang Ruowang, así como un grupo de fieles laicos, que no pertenecen a la Asociación Patriótica Católica autorizada por el gobierno.
En 2005, funcionarios del gobierno chino planearon nombrar dos obispos en las diócesis de Chengdu y Leshan (Jiading) sin mandato papal, cuyos nombramientos fueron rechazados por los aproximadamente 140 000 fieles de las dos diócesis, debido a sus flagrantes maniobras políticas.
Tras la devastación de docenas de iglesias por el terremoto de Sichuan de 2008, Audrey Donnithorne creó un fondo para la reconstrucción de iglesias, escuelas y guarderías en esa provincia donde nació en 1922. Audrey era hija de Vyvyan Donnithorne, un misionero anglicano inglés destinado a la iglesia del Evangelio de Hanchou (Sichuan septentrional) durante los años 1930. Insatisfecha con la vida religiosa protestante en el campus de la Universidad de la Unión de China Occidental de Chengtu, ella se convirtió al catolicismo en 1943 y, recibió el bautismo en la catedral de la Inmaculada Concepción de Chengdu. Ella fue crucial en la reconciliación de un obispo «patriótico» en Sichuan con la Santa Sede, lo que condujo al establecimiento de la unidad entre las iglesias «subterráneas» y «patrióticas» en esa provincia. Fue expulsada de China continental en 1997 debido a sus actividades para la Iglesia.
En 2011, después de intentar recuperar dos antiguas propiedades eclesiásticas en Mosimién que antes pertenecían a la diócesis de Kangding, la hermana Xie Yuming y el padre Huang Yusong fueron atacados por una docena de asaltantes desconocidos el 3 de septiembre. La monja fue brutalmente golpeada mientras que el sacerdote sufrió heridas leves. Las propiedades, una antigua escuela de latín y una escuela de niños, se encuentran entre varias propiedades que fueron confiscadas por las autoridades en la década de 1950 pero que debían devolverse a la diócesis. En ese momento, la escuela de latín fue demolida por el gobierno y el terreno ocupado por una empresa privada; y la escuela de niños se usaba como vivienda para los funcionarios del gobierno regional de Mosimién. El ataque a las personas eclesiásticas provocó la ira entre muchos feligreses que se reunieron para protestar frente a la iglesia de Santa Ana y prometieron defender sus derechos.
En 2014, mientras ayudaba al desarrollo de la Iglesia católica local de los valles de Mekong y Saluén (Tíbet yunnanés) perteneciente a la diócesis de Kangding, el scout francés Baptiste Langlois-Meurinne conoció a un sacerdote vaticano —es decir, no adscrito a la iglesia oficial de la autoridad china— que organizó un campamento clandestino para los niños de los Bareng donde les enseñó tibetano, inglés y catecismo.
El 29 de junio de 2022, una celebración del aniversario de la inauguración del Partido Comunista Chino tuvo lugar en la catedral del Sagrado Corazón de Leshan (diócesis de Jiading), por razones políticas. Se llamó a los fieles a «escuchar la palabra del Partido, sentir la gracia del Partido y seguir al Partido». Según una fuente católica contactada por AsiaNews, «ya no se trata de escuchar al Señor, sentir su gracia y seguirlo. Esta es la raíz de la enfermedad de la Iglesia china actual, es difícil salir de la influencia de la ideología. La política ha entrado en la Iglesia», y la persecución hacia los miembros de la Iglesia que no aceptan el control del Partido sigue en pie.

## Diócesis
Todas las diócesis de Sichuan siguen la tradición de la Iglesia latina, que habían estado en plena comunión con la Santa Sede hasta el establecimiento de la Asociación Patriótica Católica China sancionada por el estado (1957), después de la caída de China continental al comunismo (1949).
El primer obispado que abarcó toda la provincia fue erigido como vicariato apostólico de Sechuan el 15 de octubre de 1696, con sede en Chengdu (Chengtu). Durante el siglo XIX se produjeron tres importantes reorganizaciones territoriales. El 27 de marzo de 1846, parte de su territorio occidental se dividió para formar el vicariato apostólico de Lhasa, que marcó el inicio de la misión tibetana de la Sociedad de las Misiones Extranjeras de París. El 2 de abril de 1856, Chongqing (Chungking) y sus alrededores se organizaron en el naciente vicariato apostólico de Sechuan Sudoriental. Como resultado de la división, el obispado de Chengdu pasó a llamarse vicariato apostólico de Sechuan Noroccidental. El 24 de enero de 1860, se erigió el vicariato apostólico de Sechuan Meridional para la misión de Se-Chuan Meridional con sede en Suifu.
El 11 de abril de 1946, Pío XII estableció la jerarquía católica en China. El vicariato apostólico de Chungking fue elevado al rango de archidiócesis. El resto de los vicariatos apostólicos de Sichuan y Tíbet fueron elevados a diócesis, a saber, Wanhsien de la misión de Se-Chuan Oriental; Chengtu y Shunking de la misión de Se-Chuan Occidental; Suifu, Ningyuan y Kiating de la misión de Se-Chuan Meridional; y Tatsienlu de la misión tibetana.

### Cambios jurisdiccionales
En las décadas de 1980 y 1990 se produjeron cambios jurisdiccionales realizados por la Asociación Patriótica Católica China y la Conferencia Episcopal de la Iglesia católica en China sancionadas por el estado. El 24 de marzo de 1984, el territorio de la diócesis de Kangding (Tatsienlu) quedó bajo la jurisdicción del obispo de Ningyuan. El 7 de marzo de 1993, la diócesis de Jiading (Kiating) asumió la autoridad sobre Kangding. La archidiócesis de Chongqing y la diócesis de Wanxian (Wanhsien) se separaron de Sichuan después de la separación de Chongqing de la provincia el 4 de marzo de 1997.

### Obispados

#### Misión de Se-Chuan Oriental

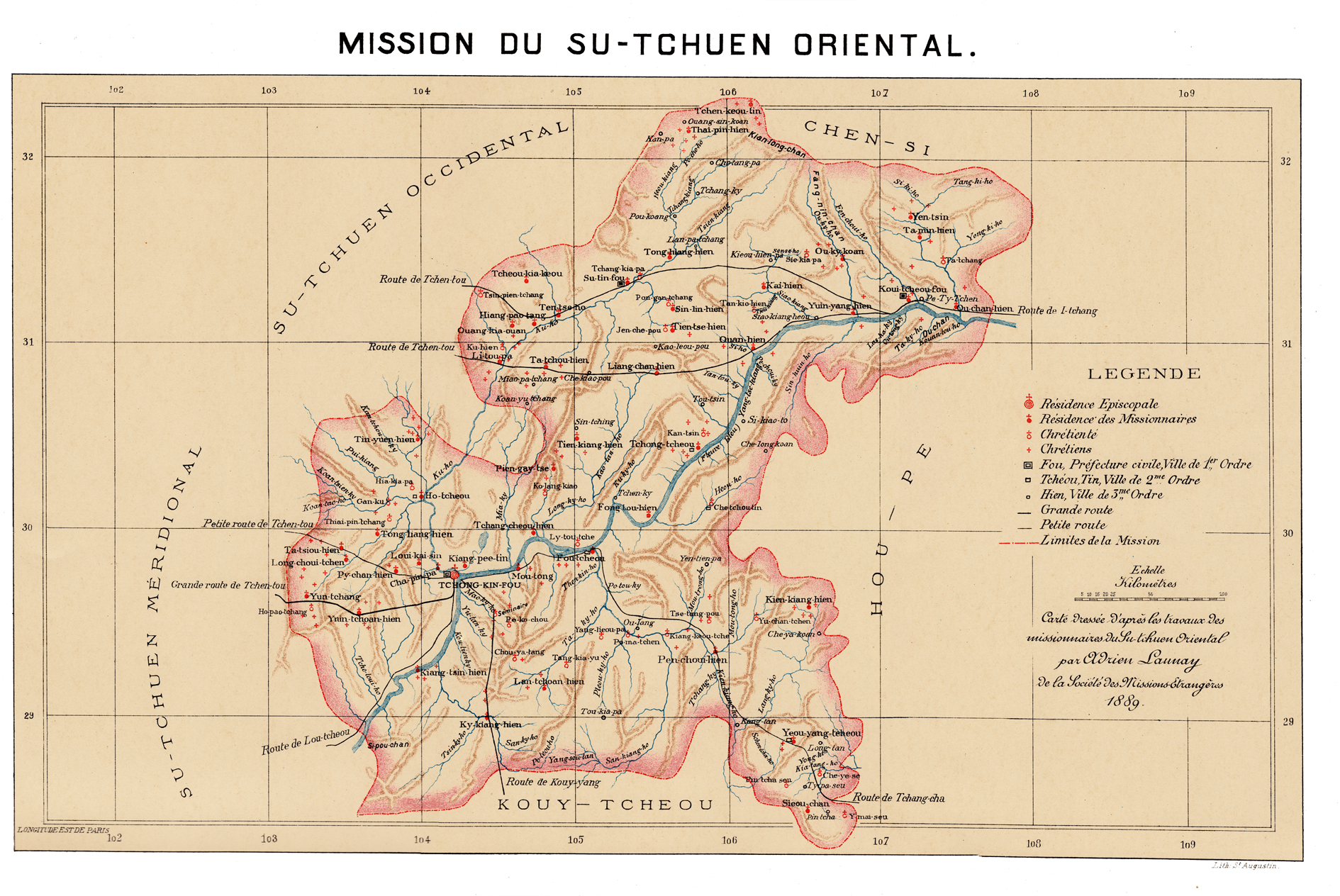
Misión de Se-Chuan Oriental

- Archidiócesis de Chongqing (Chungking / Tchong-kin-fou; Archidioecesis Ciomchimensis): Se estableció el 2 de abril de 1856 el vicariato apostólico de Sechuan Sudoriental con territorio del vicariato apostólico de Sechuan, renombrado el 24 de enero de 1860 como vicariato apostólico de Sechuan Oriental, renombrado el 3 de diciembre de 1924 como vicariato apostólico de Chungking, perdió territorio el 2 de agosto de 1929 para establecer el vicariato apostólico de Wanhsien, elevado el 11 de abril de 1946 a la archidiócesis de Chungking. Su sede se encuentra en la catedral de San José de Chongqing.
- Diócesis de Wanxian (Wanhsien / Ouan-hien; Dioecesis Uanscienensis): Se estableció el 2 de agosto de 1929 el vicariato apostólico de Wanhsien (hoy conocida como Wanzhou) con territorio del vicariato apostólico de Chungking, elevado el 11 de abril de 1946 a la diócesis de Wanhsien. Su sede se encuentra en la catedral de la Inmaculada Concepción de Wanzhou.

#### Misión de Se-Chuan Occidental

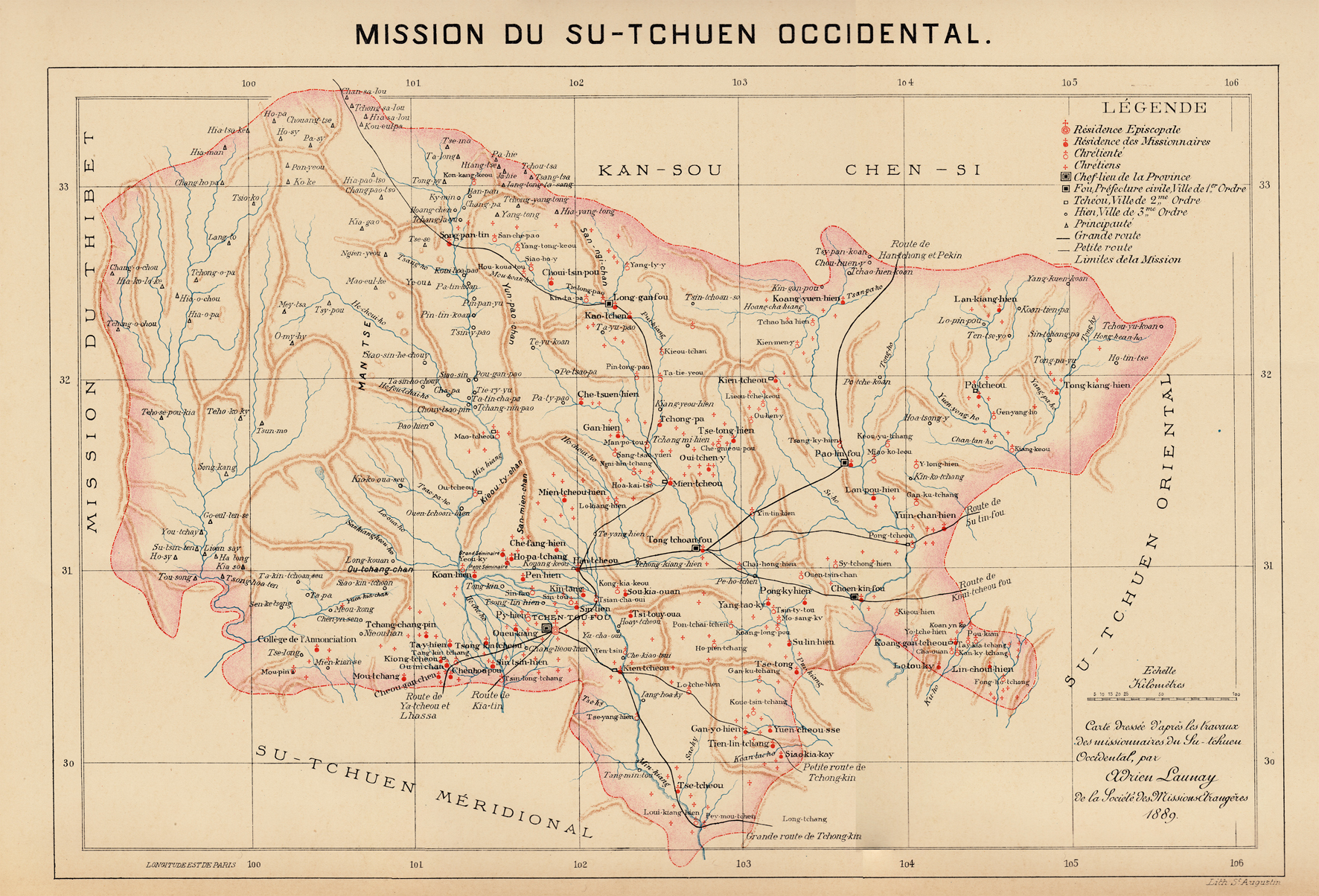
Misión de Se-Chuan Occidental

- Diócesis de Chengdu (Chengtu / Tchen-tou-fou; Dioecesis Cemtuana): Se estableció el 15 de octubre de 1696 el vicariato apostólico de Sechuan, ganó territorio en 1715 del suprimido vicariato apostólico de Kuichou,[108] ganó territorio en 1781 del suprimido vicariato apostólico de Yunnan,[109] perdió territorio el 24 de agosto de 1840 para restablecer el vicariato apostólico de Yunnan,[109] perdió territorio el 27 de marzo de 1846 para establecer el vicariato apostólico de Lhassa y restablecer el vicariato apostólico de Kuichou,[110] renombrado el 2 de abril de 1856 como vicariato apostólico de Sechuan Noroccidental (también, vicariato apostólico de Sechuan Occidental) tras la erección del vicariato apostólico de Sechuan Sudoriental, perdió territorio el 24 de enero de 1860 para establecer el vicariato apostólico de Sechuan Meridional, renombrado el 3 de diciembre de 1924 como vicariato apostólico de Chengtu, perdió territorio el 2 de agosto de 1929 para establecer el vicariato apostólico de Shunking, elevado el 11 de abril de 1946 a la diócesis de Chengtu. Su sede se encuentra en la catedral de la Inmaculada Concepción de Chengdu.
- Diócesis de Shunqing (Shunking / Choen-kin-fou; Dioecesis Scioenchimensis): Se estableció el 2 de agosto de 1929 el vicariato apostólico de Shunking (hoy conocida como Nanchong) con territorio del vicariato apostólico de Chengtu, elevado el 11 de abril de 1946 a la diócesis de Shunking. Su sede se encuentra en la catedral del Sagrado Corazón de Nanchong.

#### Misión de Se-Chuan Meridional

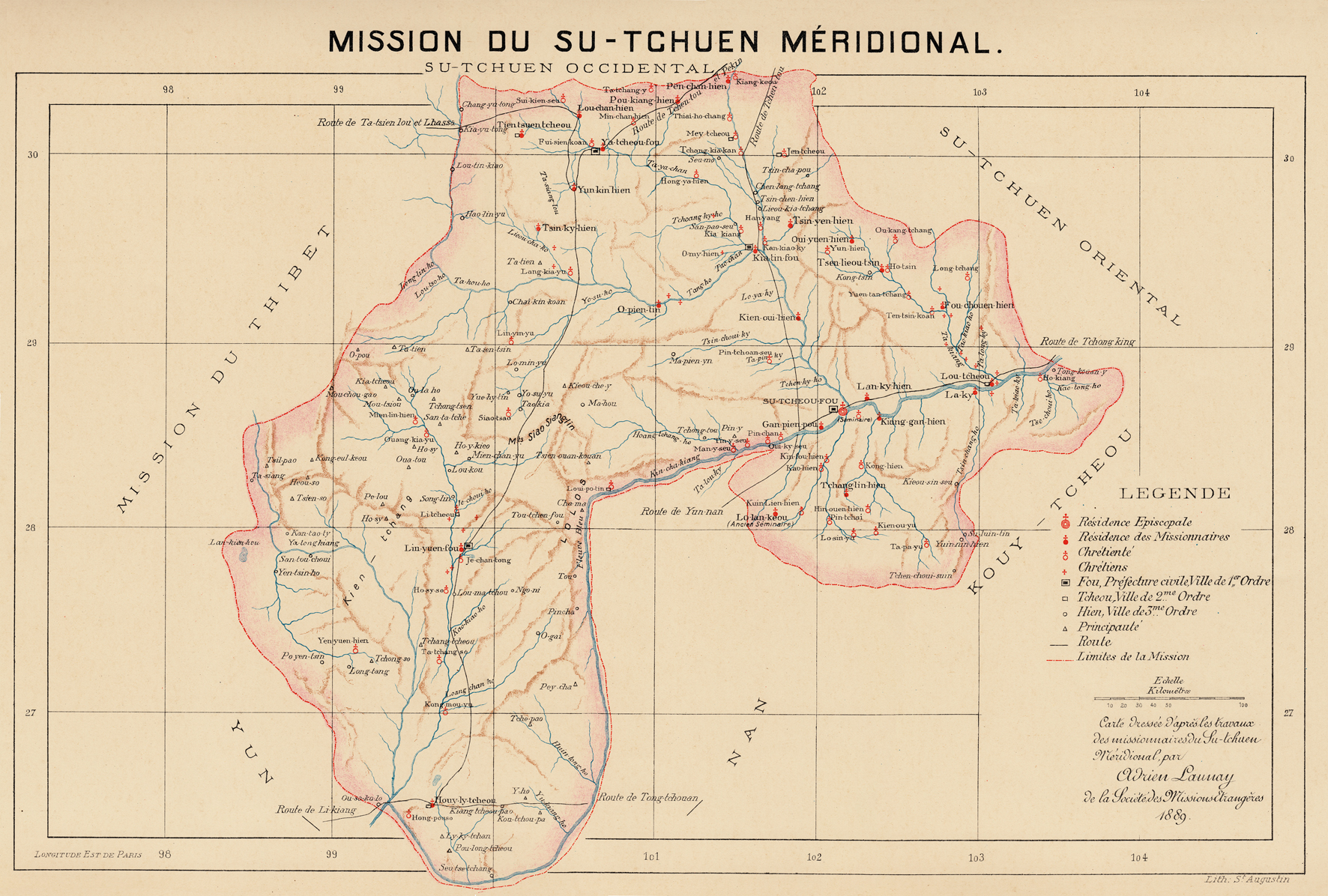
Misión de Se-Chuan Meridional

- Diócesis de Suifu (Suifou / Souifou / Su-tcheou-fou; Dioecesis Siufuana): Se estableció el 24 de enero de 1860 el vicariato apostólico de Sechuan Meridional con territorio del vicariato apostólico de Sechuan Noroccidental, perdió territorio el 12 de agosto de 1910 para establecer el vicariato apostólico de Kientchang, renombrado el 3 de diciembre de 1924 como vicariato apostólico de Suifu (hoy conocida como Yibin), perdió territorio el 10 de julio de 1929 para establecer la prefectura apostólica de Yatchéou, elevado el 11 de abril de 1946 a la diócesis de Suifu. Su sede se encuentra en la catedral del Santísimo Sacramento de Yibin.
- Diócesis de Ningyuan (Ningyüanfu / Lin-yuen-fou; Dioecesis Nimiuenensis): Se estableció el 12 de agosto de 1910 el vicariato apostólico de Kientchang (hoy conocida como Xichang, capital del País Nosu de Sichuan) con territorio del vicariato apostólico de Sechuan Meridional, renombrado el 3 de diciembre de 1924 como vicariato apostólico de Ningyüanfou, elevado el 11 de abril de 1946 a la diócesis de Ningyuan. Su sede se encuentra en la catedral de los Ángeles de Xichang.
- Diócesis de Jiading (Kiating / Kia-tin-fou; Dioecesis Chiatimensis): Se estableció el 10 de julio de 1929 la prefectura apostólica de Yatchéou (Yachou) con territorio del vicariato apostólico de Suifu, elevada el 3 de marzo de 1933 al vicariato apostólico de Yatchéou, sede transferida y título cambiado el 9 de febrero de 1938 a vicariato apostólico de Kiating (hoy conocida como Leshan), elevado el 11 de abril de 1946 a la diócesis de Kiating. Su sede se encuentra en la catedral del Sagrado Corazón de Leshan.

#### Misión del Tíbet
- Diócesis de Kangding (Kangting / Dartsedo / Darzêdo / Tatsienlu / Ta-tsien-lou; Dioecesis Camtimensis): Se estableció el 27 de marzo de 1846 el vicariato apostólico de Lhassa (Lhasa) con territorio del vicariato apostólico de Sechuan y del vicariato apostólico del Tíbet-Indostán, renombrado el 28 de julio de 1868 como vicariato apostólico del Thibet (Tíbet), renombrado el 3 de diciembre de 1924 como vicariato apostólico de Tatsienlou (Kangding, Tíbet sichuanés), perdió territorio el 15 de diciembre de 1929 para establecer la misión sui iuris de Sikkim, elevado el 11 de abril de 1946 a la diócesis de Kangting. Su sede se encuentra en la catedral del Sagrado Corazón de Kangding.

### Galería

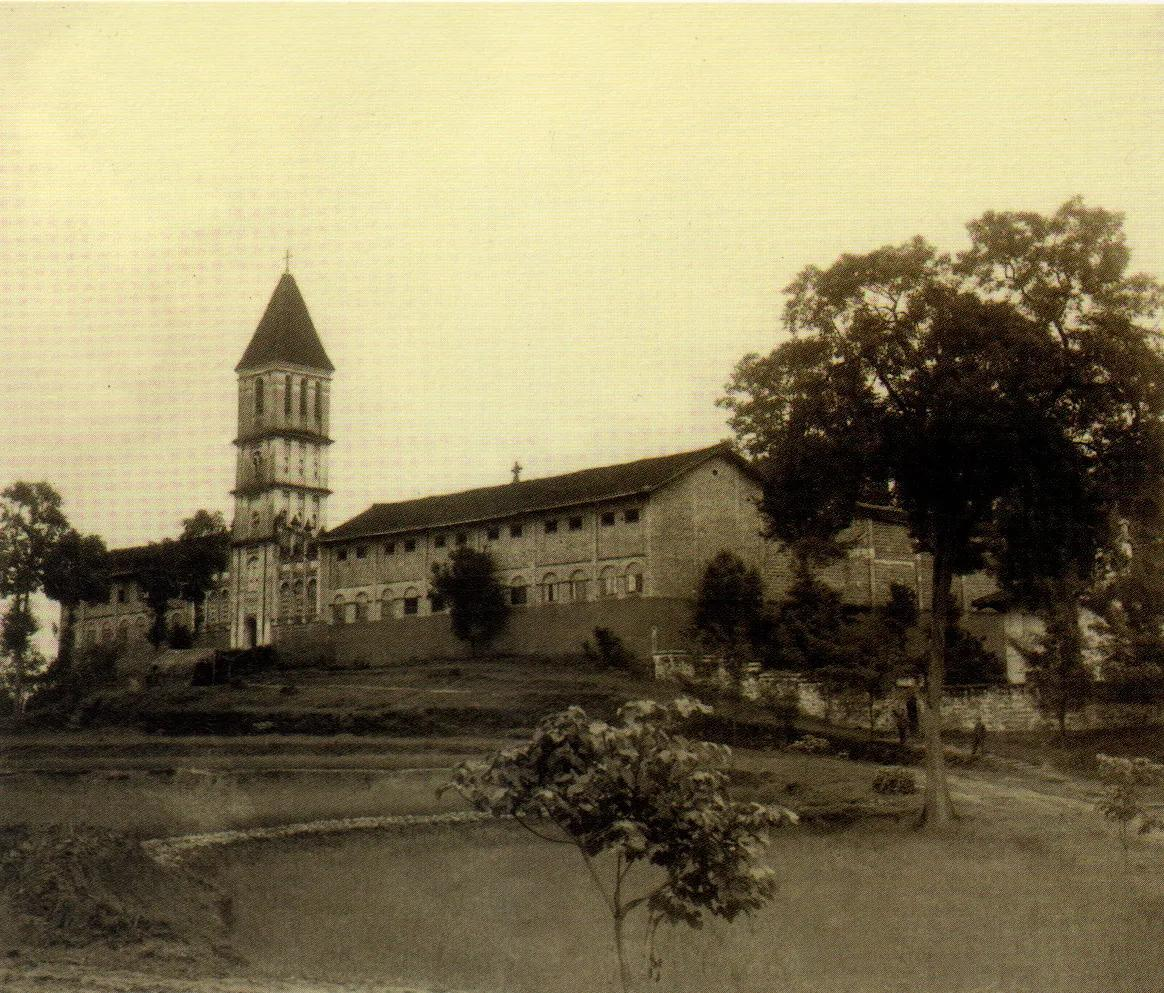
Iglesia de Ma Pao Tchang (archidiócesis de Chongqing)
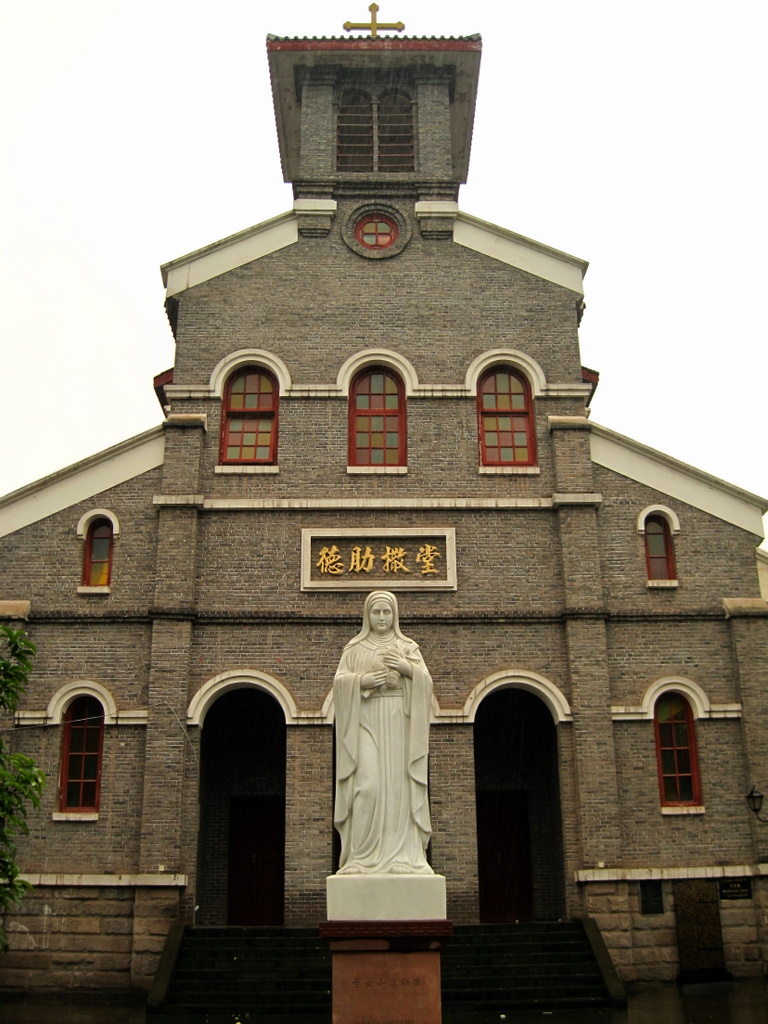
Iglesia de Santa Teresita del Niño Jesús de Chongqing (archidiócesis de Chongqing)
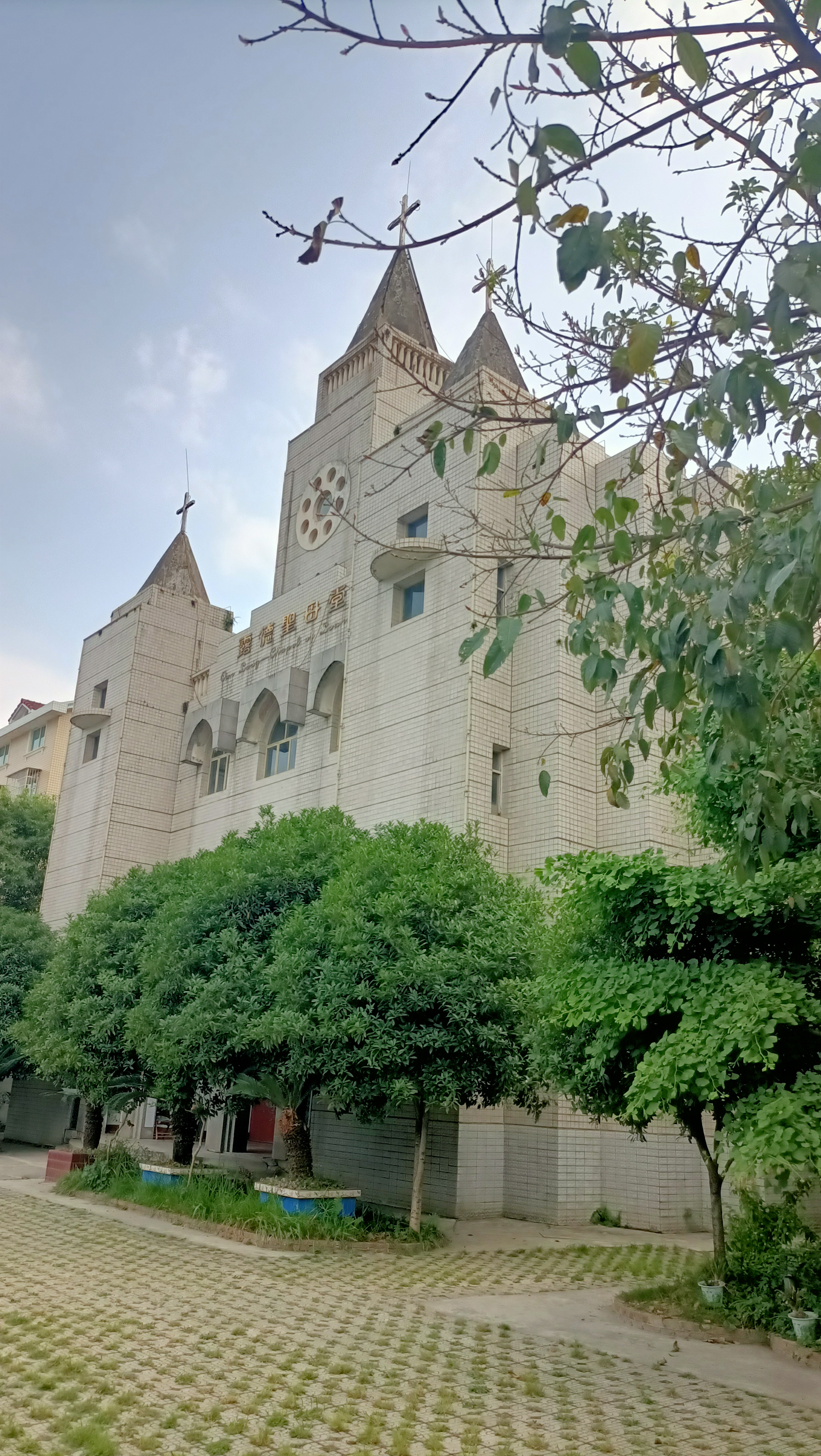
Iglesia de Nuestra Señora de Lourdes de Mianyang (diócesis de Chengdu)
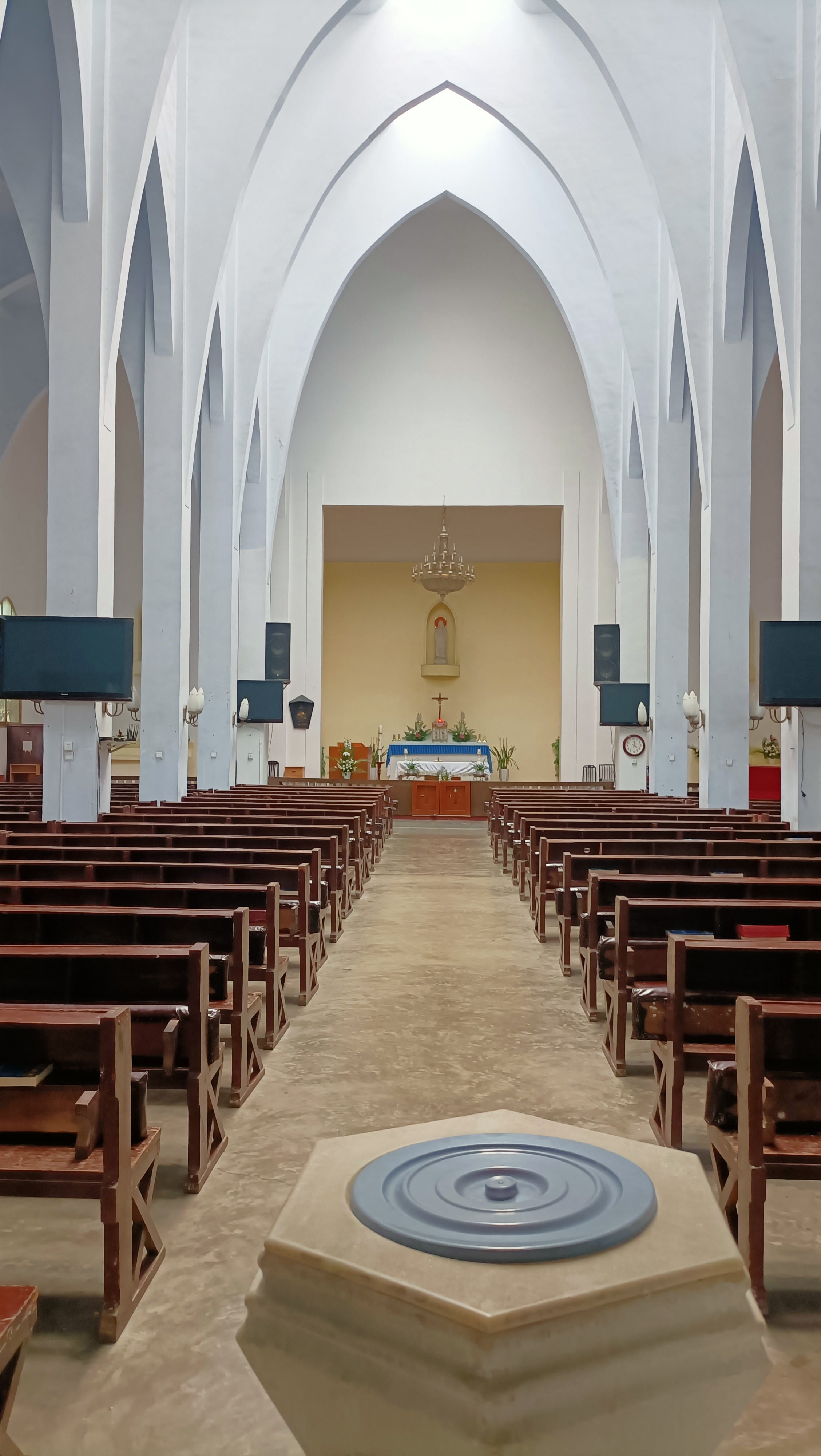
Interior de la iglesia de Nuestra Señora de Lourdes de Mianyang
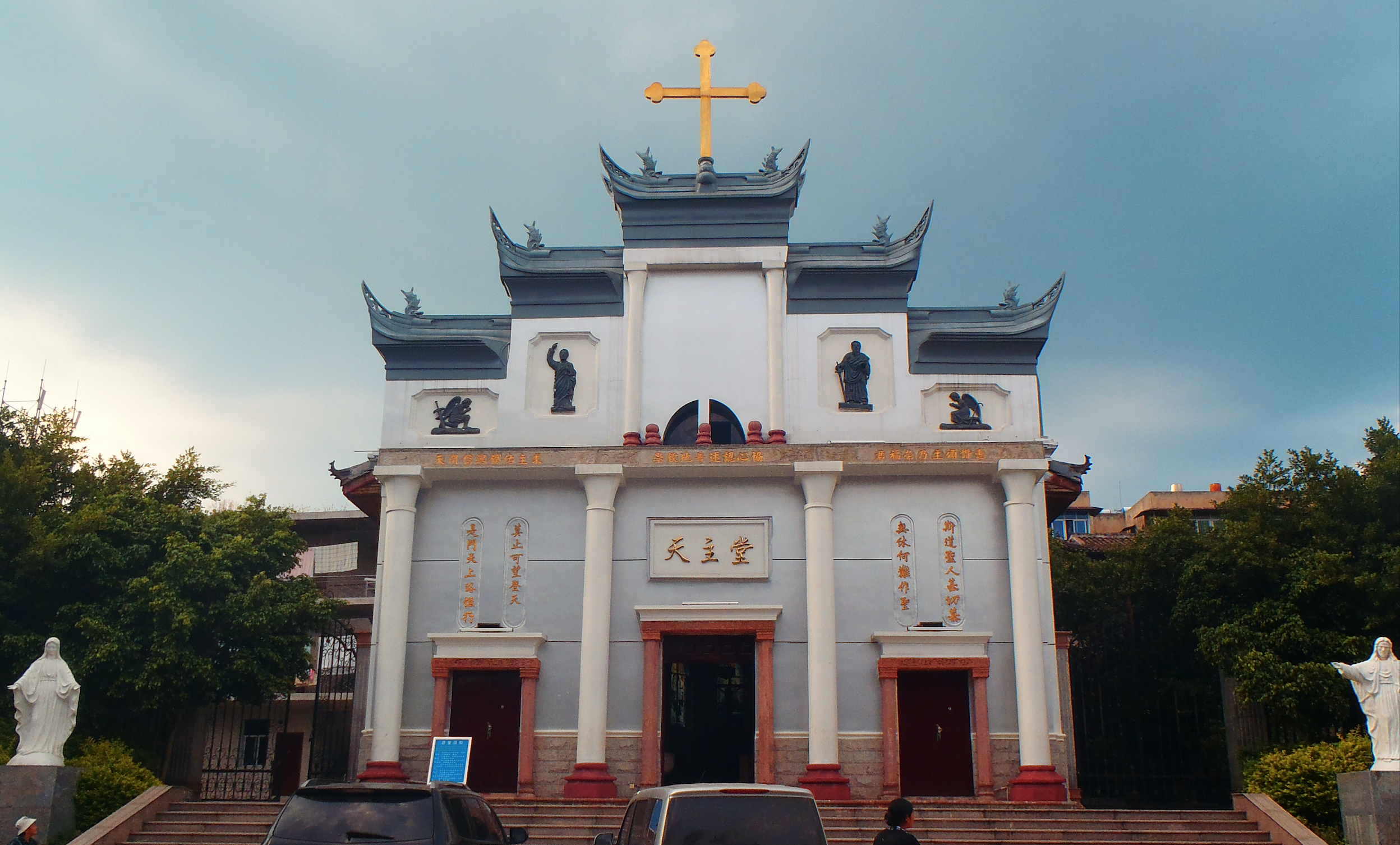
Catedral de los Ángeles de Xichang (diócesis de Ningyuan)
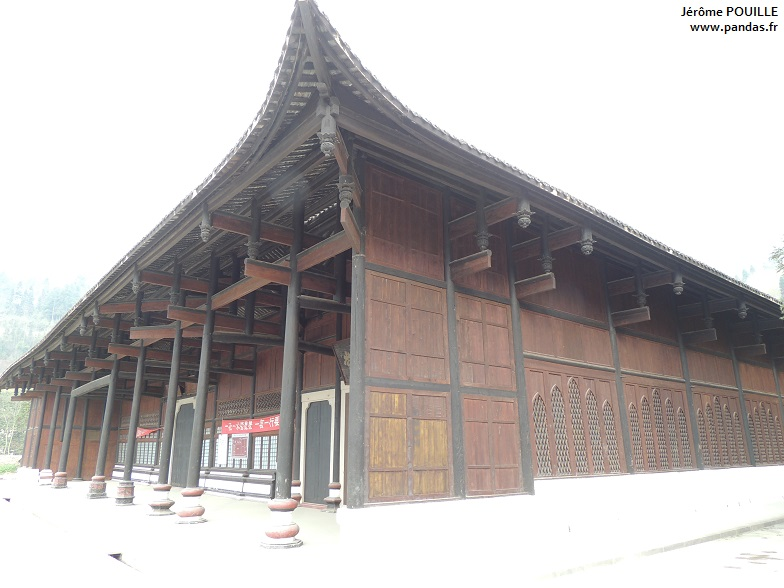
Iglesia de la Anunciación de Dengchigou (diócesis de Jiading)
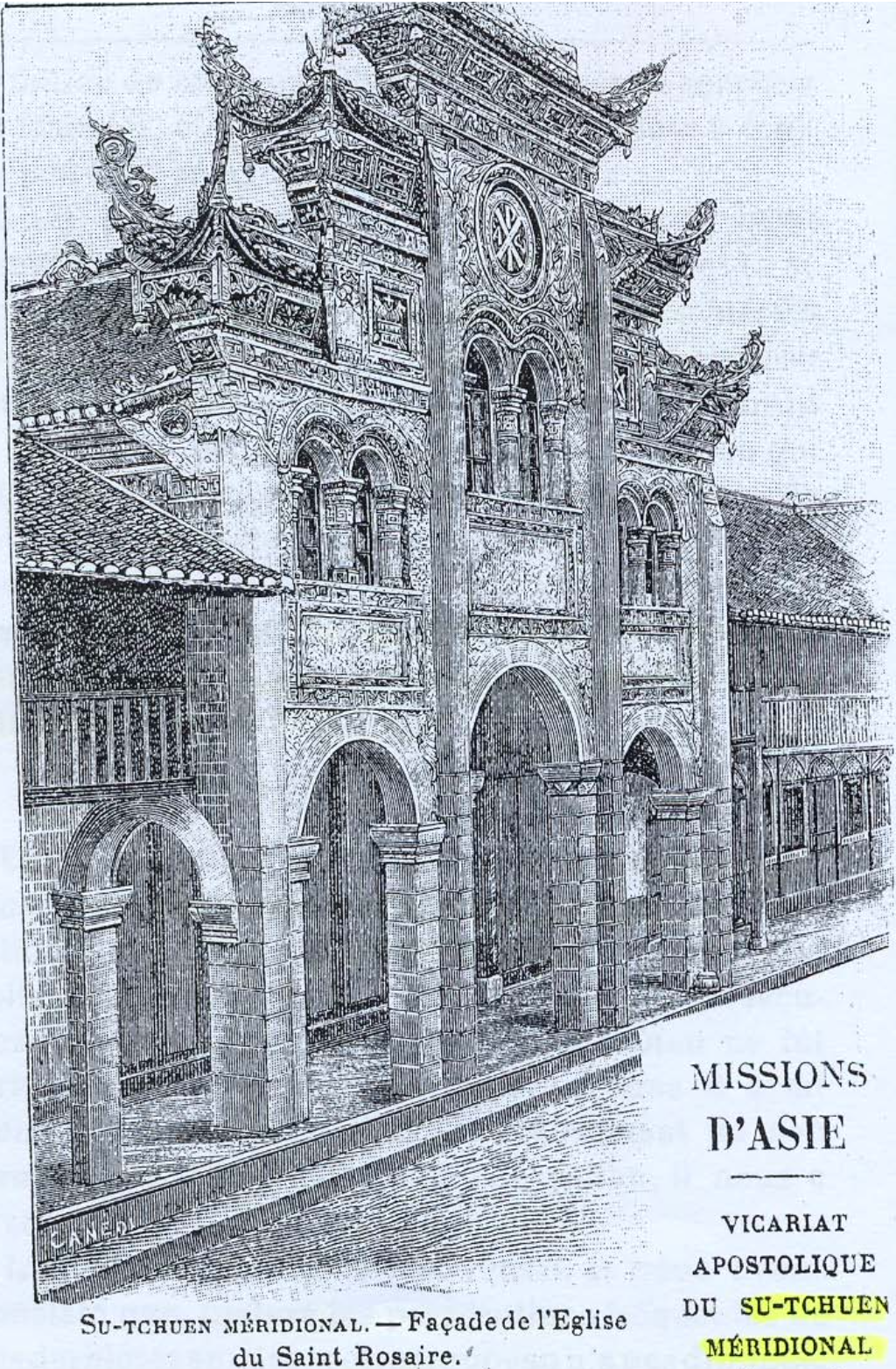
Iglesia del Santo Rosario de Yibin (diócesis de Suifu)
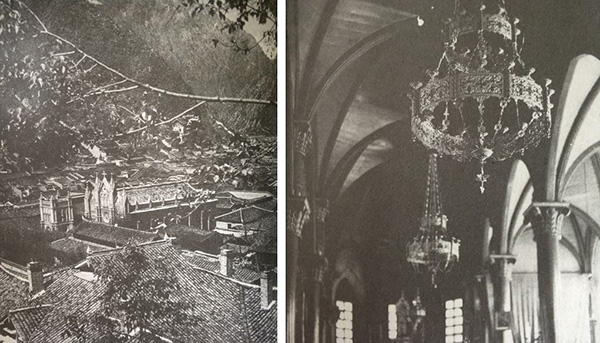
Antigua catedral del Sagrado Corazón de Kangding (diócesis de Kangding)
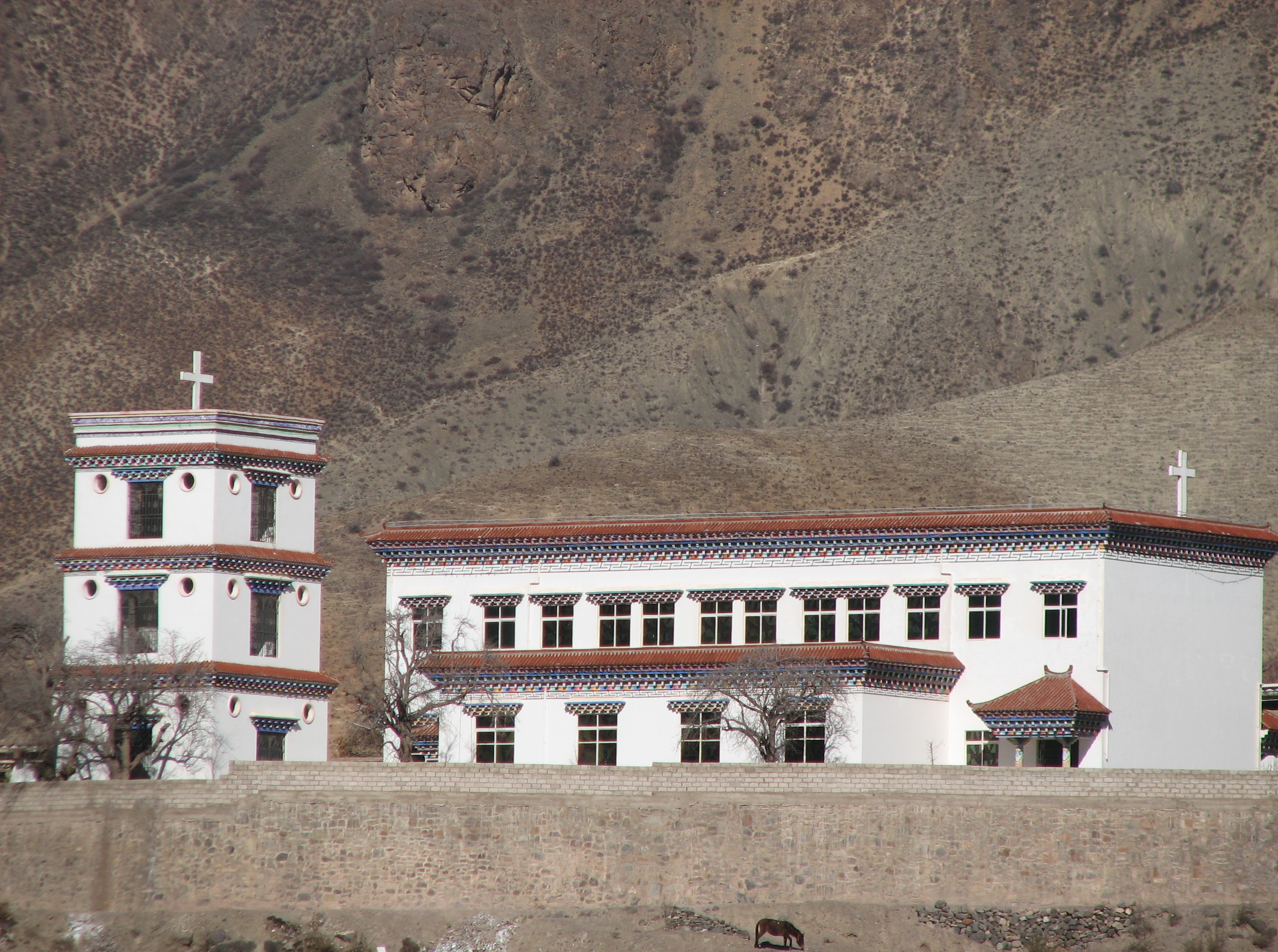
Iglesia de Nuestra Señora del Sagrado Corazón de Yerkalo (diócesis de Kangding)[b]
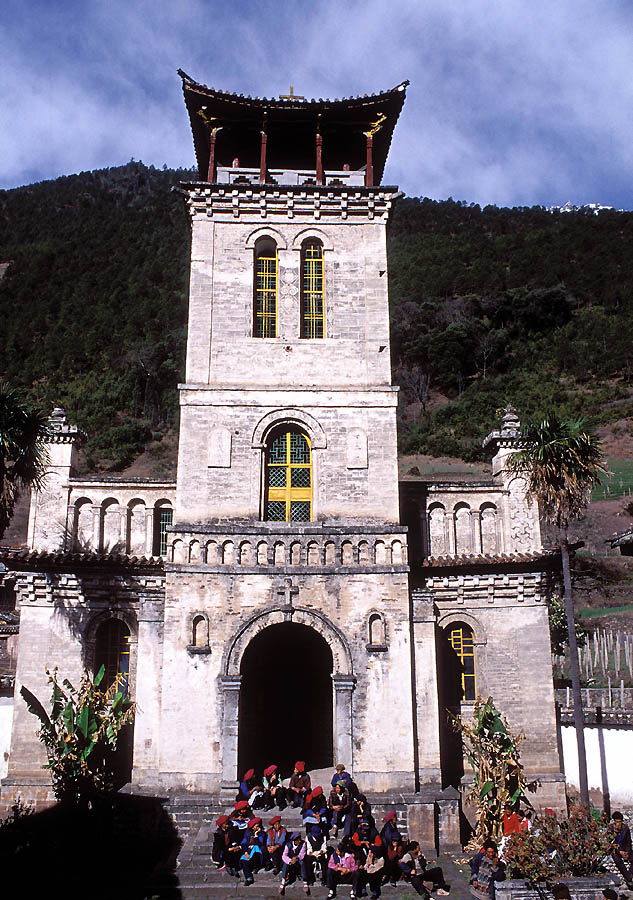
Iglesia del Sagrado Corazón de Tsedro (diócesis de Kangding)[c]
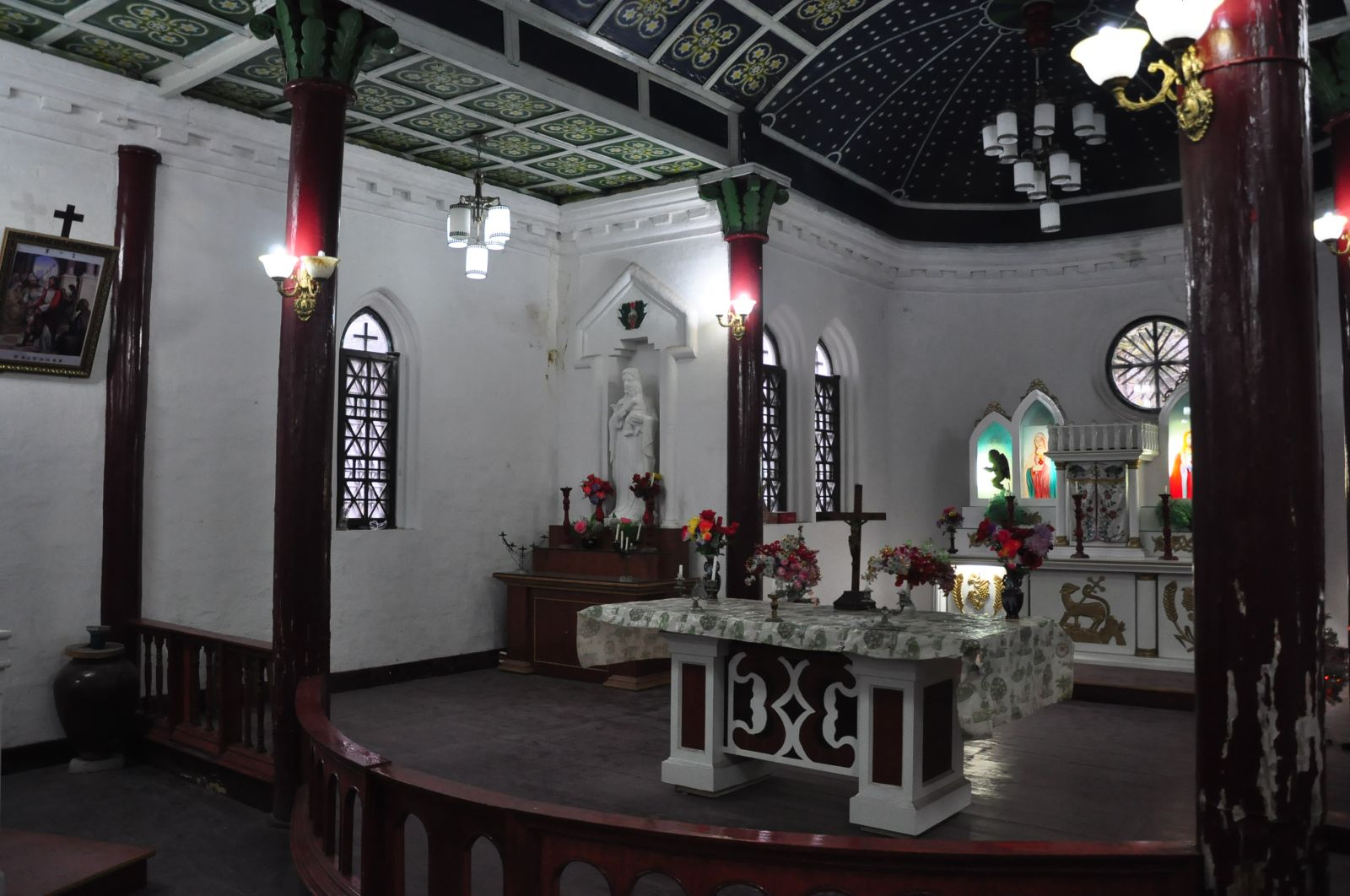
Altar de la iglesia de Santa Ana de Mosimién (diócesis de Kangding)
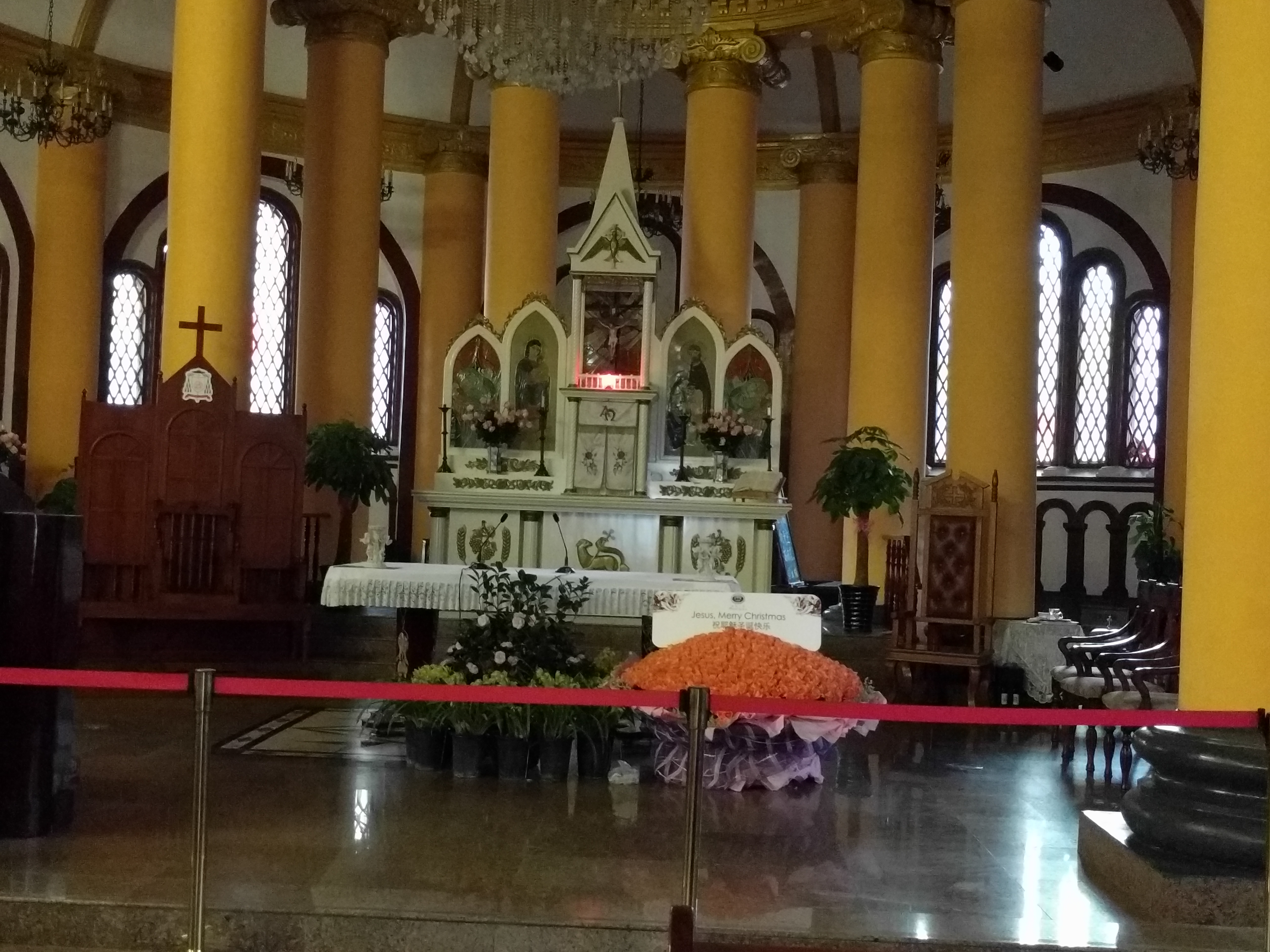
Altar de la catedral de la Inmaculada Concepción de Chengdu (diócesis de Chengdu)
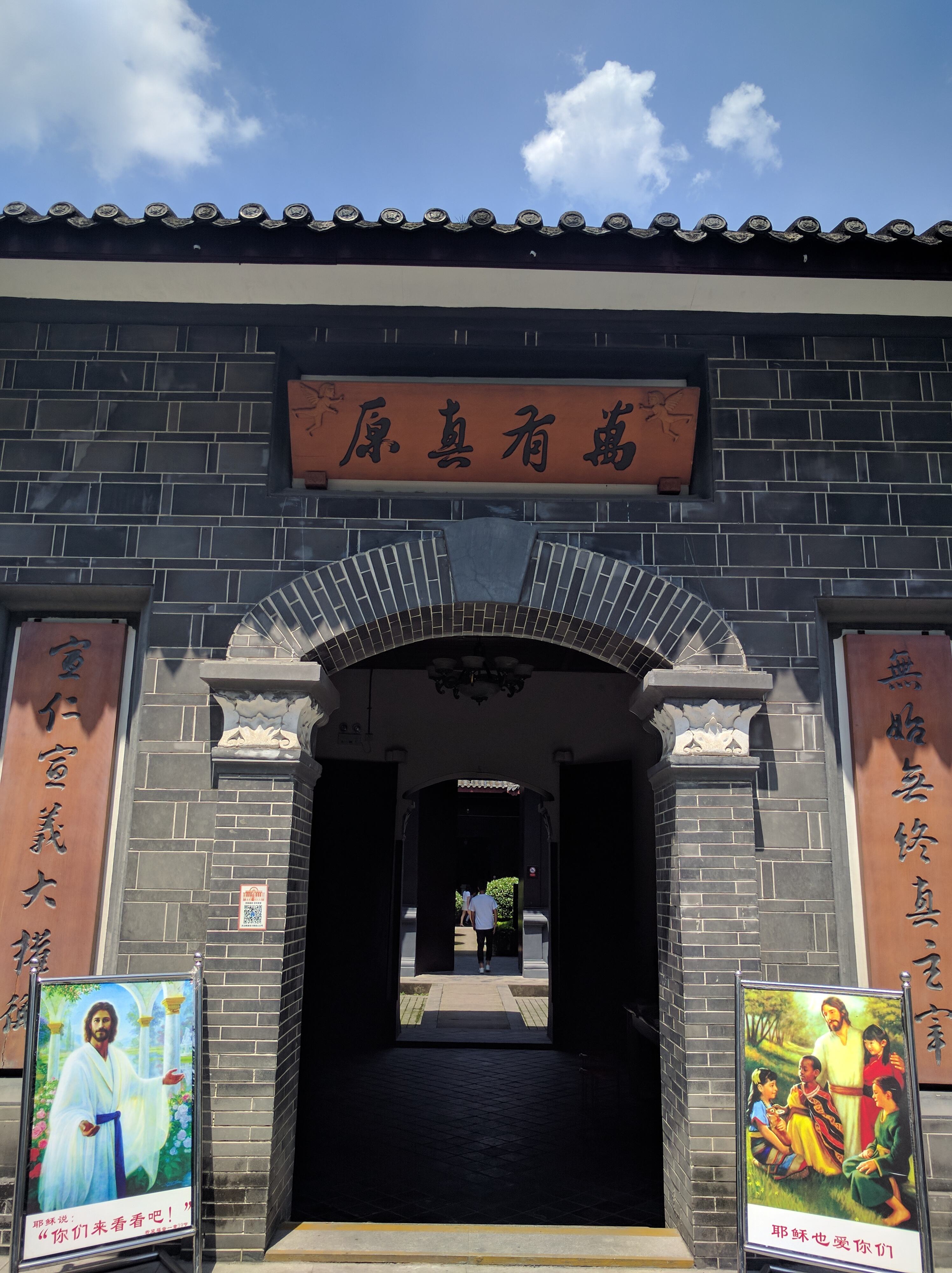
Mansión del obispo de Chengdu

## Número de fieles

### Antes de 1949
El número de católicos creció rápidamente en la segunda mitad del siglo XVIII. En 1756 había 4000 católicos y dos sacerdotes locales. En 1802, el número se multiplicó por diez, con 40 000 católicos y 16 sacerdotes locales. En 1870, la Iglesia en Sichuan contaba con 80 000 fieles, que era el mayor número de católicos en todo el país. El número aumentó a 118 724 miembros en 1911, durante la caída de la última dinastía imperial. Casi 8000 adultos recibieron el bautismo durante el año de 1918. A finales de 1921, el número de católicos había llegado a 143 747. Rendían culto en 826 capillas e iglesias repartidas por toda la provincia. La Iglesia también mantuvo aproximadamente 400 escuelas parroquiales de grado primario con más de 7500 estudiantes.

### Después de 1949
Según las estadísticas publicadas en Catholic-Hierarchy.org antes del 20 de noviembre de 2005, en Sichuan (provincia eclesiástica de Chongqing) había 134 000 católicos, el 0,25 % de la población (53 145 000).
Según datos de 2011, los católicos en las diócesis de Chengdu, Shunqing, Jiading, Suifu y Ningyuan eran 110 000, 80 000, 60 000, 30 000 y 30 000 personas respectivamente, para un total de 310 000 fieles sin incluir a los católicos leales a Roma. Estos datos no incluyen a los católicos de Chongqing (obispados de Chongqing y Wanxian) y del Tíbet (diócesis de Kangding), debido a la separación de Chongqing de Sichuan en 1997 y a los cambios de jurisdicción diocesana que tuvieron lugar en los años 1980 y 1990. Un dato de 1989 sugiere que había aproximadamente 10 000 católicos tibetanos en la diócesis de Kangding, que en ese momento estaba bajo la jurisdicción de la diócesis de Ningyuan.
Según Asia Harvest, las estimaciones de 2020 sugieren que de toda la población (78 486 760), aproximadamente el 1,32 % eran católicos (1 036 538), entre los cuales 455 090 pertenecían a la Asociación Patriótica Católica China (APCC) sancionada por el estado, y 581 449 eran católicos leales a Roma. En el caso de Chongqing, los católicos representaban aproximadamente el 1,76 % (478 191) de toda la población (27 179 577). Este número estaba compuesto por 183 920 católicos de la APCC y 294 271 católicos leales.

## Impacto
Los padres jesuitas Ludovico Buglio y Gabriel de Magalhães recibieron la orden de construir un globo celeste, un globo terrestre y un reloj de sol durante el reinado de Zhang Xianzhong. Estos grandes dispositivos se describen en detalle en Relación de la entrada de la religión católica en Se-Chuan como «realmente excepcionales en aquella época, y asombraron a quienes los vieron». Yuan Tingdong escribió en Historia cultural de Ba–Shu (1998), que «según la información actualmente disponible, esta es la primera vez que los logros científicos occidentales de la Edad Moderna aparecen en la región de Ba–Shu». Durante la masacre de Sichuan por parte de Zhang Xianzhong, algunos de los católicos sichuaneses huyeron al sur, a la provincia de Yunnan, lo que marcó el comienzo de la expansión del catolicismo a esa provincia.

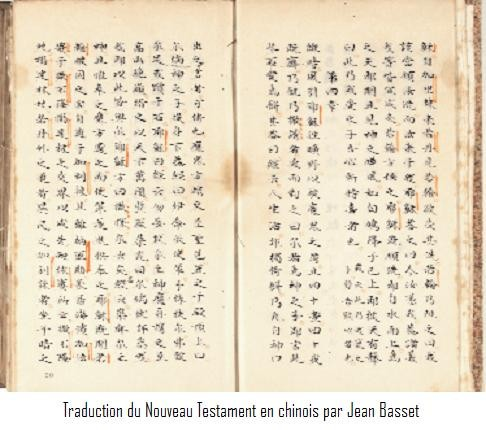
Nuevo Testamento chino de Basset–Su,.

Jean Basset, un misionero francés de la Sociedad de las Misiones Extranjeras de París, en 1704 emprendió en Sichuan la traducción del Nuevo Testamento de la Vulgata, con la ayuda de un converso indígena, Johan Su. La traducción solo había llegado al primer capítulo de la Epístola a los hebreos debido a la muerte de Basset en 1707. Un manuscrito de esta traducción, ahora conocida como Nuevo Testamento chino de Basset–Su, fue adquirido por el Museo Británico en 1739. En 1805, Robert Morrison, el primer misionero protestante en China, transcribió este manuscrito y posteriormente basó en él su propia traducción de la Biblia, que sentó las bases de toda la empresa misionera protestante en China.
En el siglo XVIII, el carácter distintivo de los católicos de Sichuan se hizo especialmente evidente en la sociedad local. Su forma de vida, su adhesión a los valores del Evangelio, su dinamismo espiritual y su fuerte sentido de comunidad los diferencian del resto de la sociedad. Un mandarín de la corte de Qianlong observó esto sobre ellos: «No son licenciosos, ni jugadores ni ladrones. Están satisfechos con una mujer y nunca tocan a la esposa de otro.» En esa época, la Iglesia de Sichuan produjo varios catequistas itinerantes (i.e. misioneros indígenas) gracias a un sistema de formación bien organizado. Desde 1774, la evangelización de la provincia de Guizhou estuvo a cargo de Jean-Martin Moyë, provicario de Sechuan Oriental, y Benedicto Sen, un misionero sichuanés. En 1798, Lorenzo Fu Shï-lu, un sacerdote, también sichuanés, construyó en Guiyang una pequeña iglesia para la comunidad católica de unas 100 personas, que se convirtió posteriormente en la catedral de la archidiócesis de Guiyang. Misioneras en Guizhou como Mónica Sen, tía de Benedicto Sen, y Paula Song, evangelizaron entre las mujeres. Lucía Yi Zhenmei, una misionera del siglo XIX, fue martirizada en Guizhou y fue canonizada el 1 de octubre de 2000 por Juan Pablo II.
El primer sínodo de Sichuan, convocado por el obispo Gabriel-Taurin Dufresse el 2 de septiembre de 1803, fue el primer sínodo católico celebrado en China. En 1822, los resultados se publicaron en Roma como Synodus Vicariatus Sutchuensis, que había guiado el apostolado en esta provincia y en muchas otras regiones de China hasta que fue reemplazado por las decisiones del concilio de Shanghái en 1924. El sínodo de Sichuan también fue proclamado en 1857 como legislación oficial en la Iglesia católica coreana por Siméon-François Berneux, el cuarto vicario apostólico de Corea.

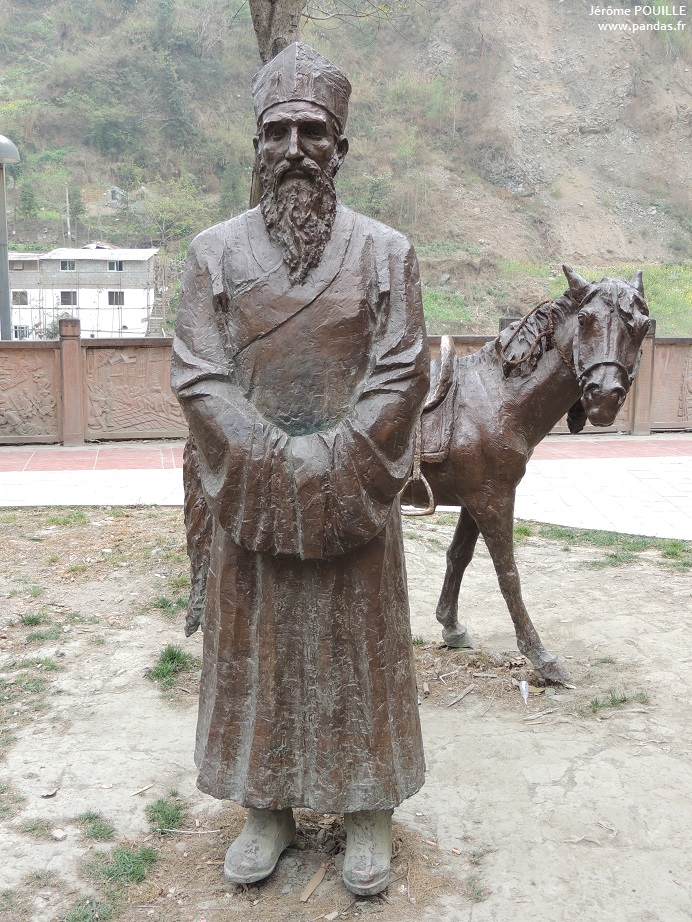
Escultura del padre Armand David en el condado de Baoxing.

Los botánicos-misioneros, como Jean-André Soulié, Jean-Théodore Monbeig y Paul Guillaume Farges, recolectaron una ingente cantidad de especímenes de plantas, hongos y animales de Sichuan y del Tíbet oriental. Entre ellos, el padre lazarista Armand David es el misionero más conocido gracias a su descubrimiento del panda gigante en 1869 mientras realizaba una labor de evangelización e investigación científica en la iglesia de la Anunciación de Dengchigou (Baoxing). En la iglesia se conservan los registros de las experiencias, investigaciones y la historia del descubrimiento de los pandas del padre David. Se construyó cerca de Dengchigou un pequeño pueblo bautizado como David en su honor.
La imprenta vicarial de Sechuan Oriental—Imprenta de la Sagrada Familia—fue fundada en 1899 en Chungking por François-Marie-Joseph Gourdon. Hasta 1949, la imprenta había producido aproximadamente 400 000 publicaciones, lo que la convertía en la editorial católica con el segundo mayor número de publicaciones en todo el país. Entre sus publicaciones se destacan el semanario La Vérité, fundado en 1904, Relación de la entrada de la religión católica en Se-Chuan (1918) y Relación de la entrada de la religión católica en Anyo (1924). La imprenta también fue la principal promotora de Rituales y prácticas eclesiásticos al producir varias de las reimpresiones de este libro, que fue publicado originalmente en 1900 por el vicariato apostólico de Sechuan Meridional, con la aprobación del obispo Marc Chatagnon. Rituales y prácticas eclesiásticos es el fruto de un siglo de experiencia acumulada por la Sociedad de las Misiones Extranjeras de París en Sichuan. La popularidad del libro se extendió más allá de las fronteras provinciales. En 1904, fue publicado en Hong Kong británico por la Imprenta de Nazaret; y en 1932 en Shanghái por la Imprenta del orfanato de T'ou-sè-wè.

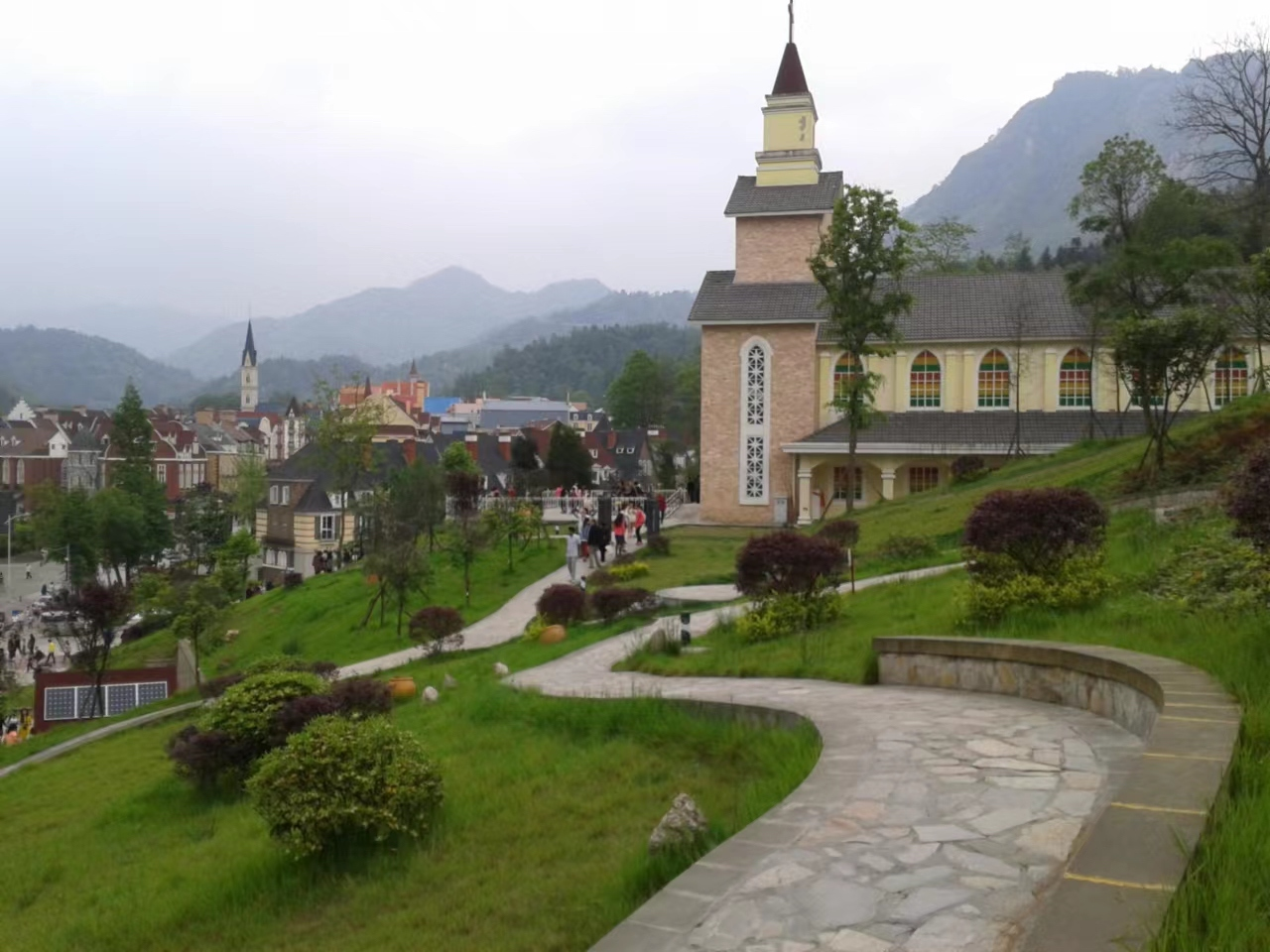
Templo católico con vistas al pueblo de Bailu

Bailu, bajo la administración de Chengdu, se ha convertido en un «pueblo francés» debido a su herencia católica francesa. Sin embargo, según Liao Xianghui, la verdadera razón de esta designación es servir al turismo y al desarrollo económico: «Esto llevó a la comercialización de sitios religiosos que antiguamente fueron auténticos para el turismo y el desarrollo económico como parte del proceso de secularización. [...] La influencia pública del catolicismo en el turismo y el desarrollo económico ha ido aumentando, mientras que sus actividades y asistencia a la iglesia no han seguido sincrónicamente.»

### En la cultura popular
Ondas en el agua estancada, una novela de Li Chie-ren publicada en 1936, ofrece un relato detallado de los conflictos entre los tres partidos en la zona circunvecina de Chengdu durante los años 1890, a saber, las comunidades cristianas locales, la Sociedad de Hermanos Mayores y la burocracia. La novela se adaptó a una serie de televisión de 12 episodios en 1988 titulada Una mujer y tres hombres, una película homónima en 1992 y una serie homónima en 2008.

## Destinos de peregrinación
Los templos enumerados a continuación son dos de los cuatro destinos de peregrinación del sudoeste. Los otros dos se encuentran en la provincia de Guizhou.
- Iglesia de Nuestra Señora y Plaza de los Doce Apóstoles: forman parte del complejo del Monasterio Benedictino de San Andrés de la «Aldea de los Extranjeros», ubicada en Xishan (tdl. ‘Colina Oeste’), un destino turístico en los suburbios de Shunqing (Nanchong).[127][128]
- Iglesia de Nuestra Señora de la Merced: ubicada en la montaña de Nuestra Señora de la Merced de Nan'an (Chongqing). Según la tradición local, en la montaña se produjo una aparición mariana, de ahí su nombre.[127]

## Cronología de la misión de Sechuan Oriental
La siguiente tabla se basa en Relación de la entrada de la religión católica en Se-Chuan publicada en 1918 por la Imprenta de la Sagrada Familia para el vicariato apostólico de Sechuan Oriental. A excepción de Chengdu, Emeishan, Jintang, Leshan, Pengshan, Qiongzhou e Yibin, todas las ciudades y condados están ubicados en el este de Sichuan.
| Localidad                                                    | Sociedad                                      | Fecha         |
| ------------------------------------------------------------ | --------------------------------------------- | ------------- |
| Chengdu, Chongqing, Langzhong                                | Sociedad de Jesús                             | Antes de 1644 |
| Anyue, Emeishan, Jintang, Leshan, Pengshan, Qiongzhou, Yibin | Sociedad de Jesús, Congregación de la Misión  | 1662–1722     |
| Liangping, Pengshui                                          | Sociedad de las Misiones Extranjeras de París | 1704          |
| Tongliang                                                    | Sociedad de las Misiones Extranjeras de París | 1720          |
| Hechuan                                                      | Sociedad de las Misiones Extranjeras de París | 1723–1735     |
| Wanxian                                                      | Sociedad de las Misiones Extranjeras de París | 1730          |
| Guang'an, Yuechi                                             | Sociedad de las Misiones Extranjeras de París | 1746          |
| Dazhu                                                        | Sociedad de las Misiones Extranjeras de París | 1753          |
| Changshou                                                    | Sociedad de las Misiones Extranjeras de París | 1756          |
| Wusheng                                                      | Sociedad de las Misiones Extranjeras de París | 1760          |
| Rongchang                                                    | Sociedad de las Misiones Extranjeras de París | 1769          |
| Chengkou, Qijiang, Yongchuan                                 | Sociedad de las Misiones Extranjeras de París | 1770          |
| Dianjiang                                                    | Sociedad de las Misiones Extranjeras de París | 1779          |
| Fengjie                                                      | Sociedad de las Misiones Extranjeras de París | 1781          |
| Fengdu                                                       | Sociedad de las Misiones Extranjeras de París | 1782          |
| Dachuan, Wushan                                              | Sociedad de las Misiones Extranjeras de París | 1784          |
| Quxian                                                       | Sociedad de las Misiones Extranjeras de París | 1790          |
| Bishan                                                       | Sociedad de las Misiones Extranjeras de París | 1796          |
| Wuxi, Yunyang                                                | Sociedad de las Misiones Extranjeras de París | 1798          |
| Kaizhou                                                      | Sociedad de las Misiones Extranjeras de París | 1810          |
| Kaijiang, Zhongxian                                          | Sociedad de las Misiones Extranjeras de París | 1861          |
| Qianjiang, Shizhu, Xiushan, Youyang                          | Sociedad de las Misiones Extranjeras de París | 1863          |

## Periódicos
- Cairns, Madoc (2020). «Obituary: Audrey Donnithorne». The Tablet (en inglés) (Londres: Tablet Publishing Company).
- FW (2004). «四川天主教神哲学院» [Seminario católico de Sichuan]. Faith Weekly (en chino simplificado) (Shijiazhuang).
- MCL (1935). «Abducted Franciscans Still Missing: Leper Asylum Near Tibetan Border Invaded by Reds». Malaya Catholic Leader (en inglés) (35) (Singapur).
- Wang, Teresa (2020). «四川：天主教南充教区为董育德教授举行隆重追思弥撒» [Sichuan: Misa conmemorativa solemne de la profesora Audrey Donnithorne celebrada en la diócesis de Nanchong]. Faith Weekly (en chino simplificado) (Shijiazhuang).
- Yi, Daochan (2014). «中国十大天主教名山» [Las diez mejores montañas católicas de China]. Faith Weekly (en chino simplificado) (Shijiazhuang).
- Zhang, Tomás (2011). «为什么四川天主教有近四百年历史？» [¿Por qué la Iglesia católica en Sichuan tiene una historia de casi 400 años?]. Faith Weekly (en chino simplificado) (Shijiazhuang).

## Revistas
- Boland, Samuel J. (2002). «The Redemptorists and the China Mission». Spicilegium Historicum Congregationis SSmi Redemptoris (en inglés) (Roma: Collegium S. Alfonsi de Urbe) (50).
- Campos Castro, José (1950). «La misión redentorista española en China». España Misionera (Madrid) VII.
- Chan, Hok-lam (2011). «傳教士對張獻忠據蜀稱王的記載：《聖教入川記》的宗教與文化觀點» [Impresiones de los jesuitas sobre Zhang Xianzhong en Sichuan (1644–1647) de Buglio, Magalhães y Gourdon: perspectivas religiosas y culturales contrastantes de la Relación de la entrada de la religión católica en Se-Chuan]. Journal of Chinese Studies (en chino tradicional) (Hong Kong: Institute of Chinese Studies) (52). ISSN 1016-4464.
- Cho, Hyeon Beom (2012). «A Study on 'Facultates': the Case of Mgr. Bruguière». Research Journal of Korean Church History (en inglés) (Seúl: Research Foundation of Korean Church History) (38). ISSN 1226-7104.
- D'Elia, P. (1946). «De sinensis expeditionis transitu in ecclesiam hierarchicam». Periodica de re morali canonica, liturgica (en latín) 35 (3–4).
- Entenmann, Robert (1997). «Andreas Ly on the First Jinchuan War in Western Sichuan (1747–1749)». Sino-Western Cultural Relations Journal (en inglés) (Cedar Rapids, Iowa) 19. ISSN 1041-875X.
- He, Yi (2020). «巴黎外方传教会在四川实行中国化的见证——以《圣教礼规》为例» [El esfuerzo de indigenización de la Sociedad de las Misiones Extranjeras de París en Sichuan: tomando como ejemplo los Rituales y prácticas eclesiásticos]. Catholic Church In China (en chino simplificado) (Pekín: Asociación Patriótica Católica China) (208).
- Hooper, Beverly (2000). «Globalization and Resistance in Post-Mao China: The Case of Foreign Consumer Products» (PDF). Asian Studies Review (en inglés) (Blackwell Publishing) 4. ISSN 1035-7823. Archivado desde el original el 6 de junio de 2011.
- IJL (1949). «Leprosy Institutions in China». International Journal of Leprosy (en inglés) 17.
- Jeanne, Pierre (1983). «The Early Church of Sichuan Province: A Study of Conditions Leading to the Synod of 1803».  (Le Blanc, T. y Barry, P., trads.). Tripod (en inglés) (Hong Kong: Holy Spirit Study Centre) 3 (15). ISSN 1560-2125.
- Leung, Beatrice (1995). «Religious Freedom and the Constitution in the People's Republic of China: Interpretation and Implementation». DISKUS: The on-disk journal of international Religious Studies (en inglés) (Philipps-Universität Marburg) 1. ISSN 0967-8948. Archivado desde el original el 23 de junio de 2008.
- Liao, Xianghui (2021). «Bailu's Catholicism in China: Religious Inculturation, Tourist Attraction, or Secularization». Religions (en inglés) (Basilea: MDPI) 12 (8). doi:10.3390/rel12080661.
- Lifton, Robert J. (1957). «Chinese Communist “Thought Reform”: Confession and Re-Education of Western Civilians». Bulletin of the New York Academy of Medicine (en inglés) 33 (9).
- Liu, Zhiqing (2013). «天主教在重庆和四川传播史略» [Una breve historia de la expansión del catolicismo en Chongqing y Sichuan]. Catholic Church In China (en chino simplificado) (Pekín: Asociación Patriótica Católica China) (2). Archivado desde el original el 3 de abril de 2023.
- Lü, Shih-chiang (1976). «晚淸時期基督敎在四川省的傳敎活動及川人的反應（1860–1911）» [La evangelización de la provincia de Sichuan a finales de la época Qing y las respuestas del pueblo sichuanés (1860–1911)]. Revista de historia de la Universidad Nacional Normal de Taiwán (en chino tradicional) (Taipéi: Departamento de Historia de la Universidad Nacional Normal de Taiwán).
- Moody, Peter R. (2013). «The Catholic Church in China Today: The Limitations of Autonomy and Enculturation». Journal of Church and State (en inglés) (Waco: J. M. Dawson Institute of Church-State Studies) 55 (3).
- Yan, Jie; Wang, Jun (2011). «Character and social interpretation of local architecture in the south of Shaanxi». Advanced Materials Research (en inglés). 368–373. doi:10.4028/www.scientific.net/AMR.368-373.3006.
- Wei, Yü (2009). «清中前期貴州天主教傳教活動鉤沉» [Misiones católicas en Guizhou a principios y mediados de la dinastía Qing]. Revista de Cultura (en chino tradicional) (Macao: Instituto Cultural del Gobierno de la Región Administrativa Especial de Macao) (70).
- Zeng, Zhihui (2016). «Queen Mother of Zhangke: Marian Shrines of the Buyi People in Guizhou».  (Foo, Eleanor, trad.). Tripod (en inglés) (Hong Kong: Holy Spirit Study Centre) 36 (180). ISSN 1560-2125.
- Zuazua, Dámaso (2014). «Santa Teresita del Niño Jesús de actualidad en China». La obra máxima (San Sebastián: La Obra Máxima Revista Carmelitana y ONGD para el Desarrollo) (1066).

## Lecturas complementarias

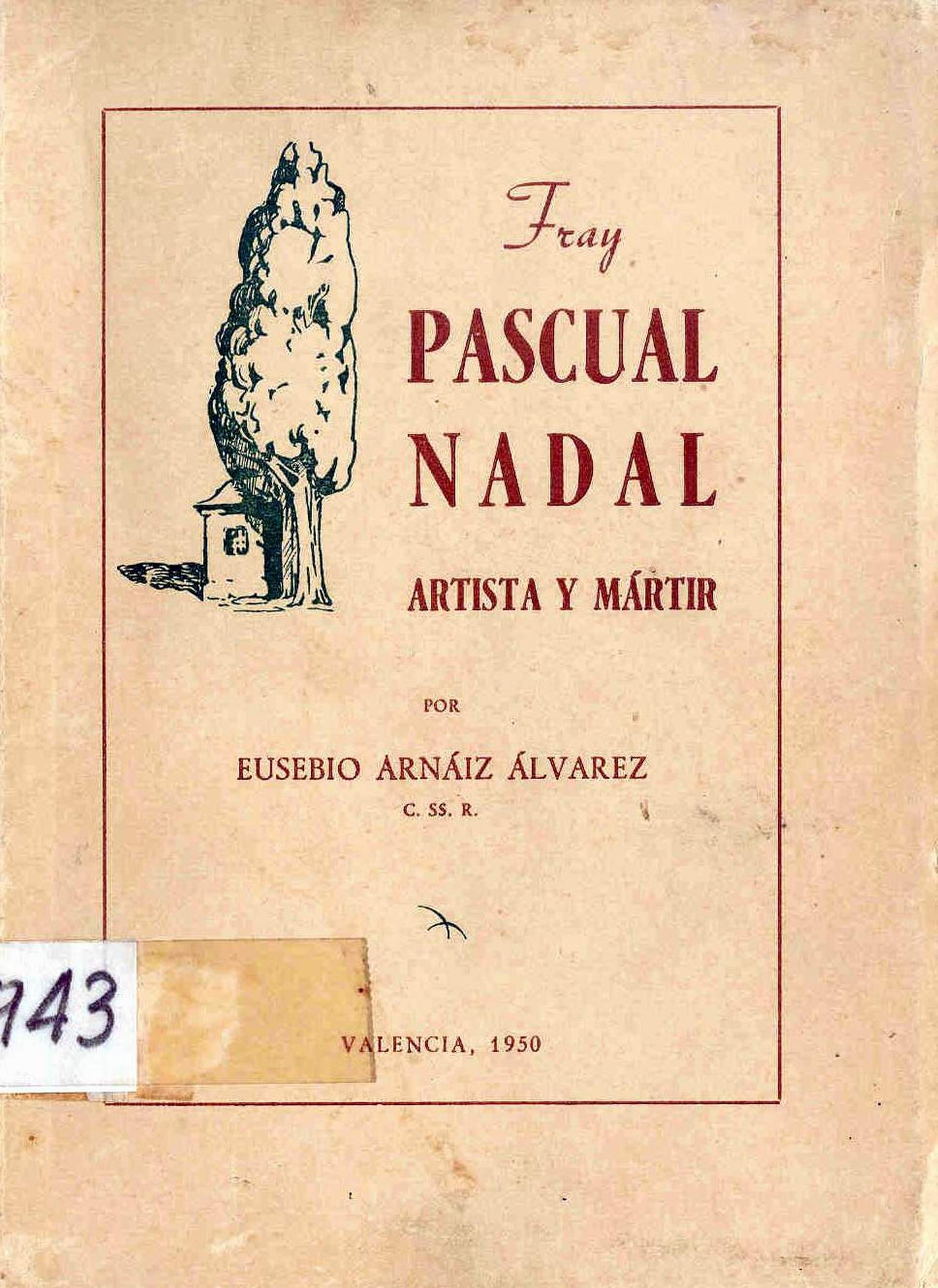
Fray Pascual Nadal, artista y mártir

- Arnáiz Álvarez, Eusebio (1936). Fray Pascual Nadal, artista y mártir. Valencia: Semana Gráfica, S.A.
- Arnáiz Álvarez, Eusebio (1960). «Biografía del Hermano Joche Albert Ly». Religiosos Mártires. Christus Vincit (III). Hong Kong.
- Campos Rodríguez, Juan (1992). Evangelio tras la Gran Muralla: Memorias de un misionero de China. Madrid: Editorial San Pablo. ISBN 84-284-0460-7.
- Launay, Adrien (2002) [1920]. Mission du Se-tchoan (en francés). París: Les Indes savantes. ISBN 978-2-84654-023-0.
- Launay, Adrien (2001) [1903]. Histoire de la Mission du Thibet (en francés). París: Les Indes savantes. ISBN 978-2-84654-001-8.